# Adriano Celentano
Adriano Celentano (Milano, 6 gennaio 1938) è un cantante, showman, attore, regista, sceneggiatore, ballerino, compositore, cabarettista, autore televisivo e produttore discografico italiano.
Soprannominato il Molleggiato per quello che fu il suo peculiare modo di ballare in gioventù, in molti casi è stato autore delle musiche delle sue canzoni. In alcune opere ha collaborato in veste di coautore per le musiche e i testi, anche se, secondo la moglie Claudia Mori, ha lasciato che altri ne firmassero la proprietà intellettuale. È considerato uno dei più importanti esponenti della musica leggera italiana. Attivo nel mondo dello spettacolo dal 1956, è l'autore delle musiche e l'interprete di alcune delle canzoni italiane più note, come 24mila baci, Prisencolinensinainciusol, Il ragazzo della via Gluck, con tematiche ambientalistiche, fino alla più recente L'emozione non ha voce. Altri progetti recenti, come Io non so parlar d'amore, Esco di rado e parlo ancora meno e Mina Celentano, rientrano tra gli album più venduti della storia in Italia. Ha pubblicato, in totale, 49 album discografici.
Ha partecipato al Festival di Sanremo cinque volte, vincendolo nel 1970, con Chi non lavora non fa l'amore, in coppia con Claudia Mori, sua moglie dal 1964. Ha raggiunto il successo anche all'estero, verso la fine degli anni settanta, in Francia, Unione Sovietica, Germania Occidentale, Stati Uniti, Cina, Sud America, Grecia e Austria.
È stato molto attivo anche nel cinema, recitando in 43 film e dirigendone quattro, e in televisione, dove ha condotto numerosi spettacoli televisivi trasmessi dalla Rai, come Fantastico, gli one-man show Francamente me ne infischio (premiato con la Rosa d'argento a Montreux), 125 milioni di caz..te e Rockpolitik, spesso accompagnati da critiche e polemiche e con i quali ha ottenuto numerosi riconoscimenti internazionali, catalizzando sugli stessi spettacoli un forte interesse da parte dei mass media italiani.
Gli viene riconosciuto il merito di essere stato uno dei primi in Italia a comprendere i cambiamenti nel mondo della musica e del costume, introducendo di conseguenza un nuovo tipo di musica, influenzato dal rock and roll proveniente dagli Stati Uniti.

## Biografia

### Gioventù

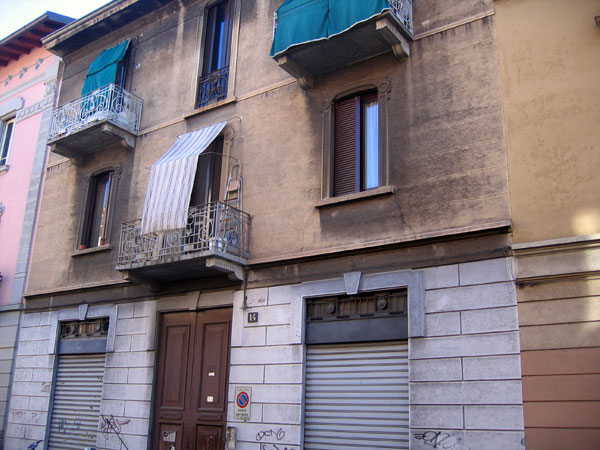
La casa natale di Celentano a Milano, in via Gluck 14

Adriano Celentano nasce il 6 gennaio 1938 a Milano, trascorrendo la giovinezza nel quartiere di Greco, in via Cristoforo Gluck 14. I genitori, Leontino Celentano (1890-1951) e Giuditta Giuva (1896-1973), sono originari di Foggia e si sono trasferiti prima in Piemonte e poi in Lombardia per cercare lavoro. Fratello minore di Rosa (1917-2003, madre di Gino Santercole), Alessandro (1920-2009, padre di Alessandra Celentano), e Maria (1923-2012), viene chiamato Adriano in ricordo della terza sorella, Adriana, morta di leucemia nel 1934 a 9 anni. Tutti i suoi fratelli sono nati a Foggia. Lascia presto la scuola, dopo aver completato solo le elementari, e incomincia a fare diversi mestieri tra cui, per ultimo, quello di orologiaio in un negozio di via Cesare Correnti (Celentano si occupa tuttora di orologi nel tempo libero). L'amore per la musica è presente in famiglia; gli zii del futuro cantautore, nelle sere d'estate, sono soliti stazionare sui marciapiedi di via Gluck suonando il mandolino. Adriano, a quindici anni, incomincia a suonare la chitarra.

### Gli anni cinquanta

#### Gli esordi

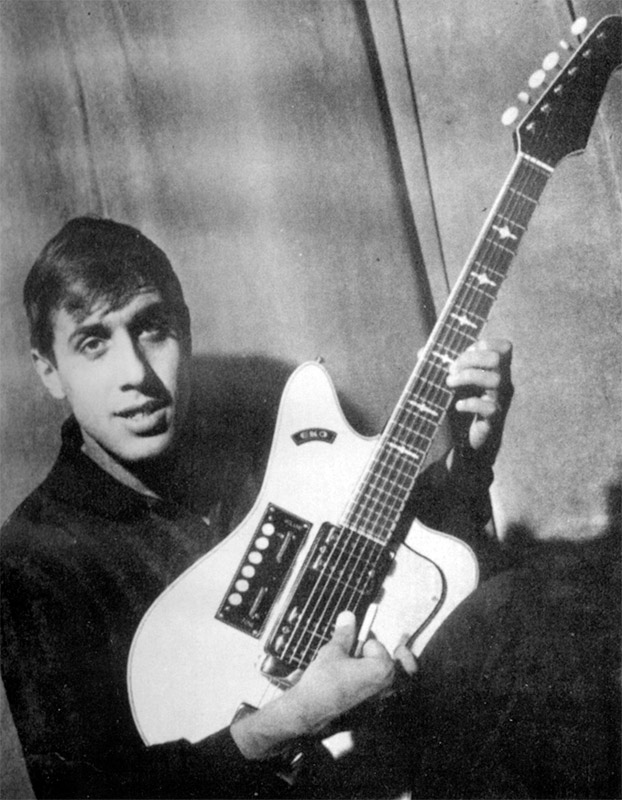
Adriano Celentano con una chitarra Eko in una foto della metà degli anni cinquanta

Da adolescente comincia a interessarsi alla musica, in particolare al rock and roll, che scopre quando nel 1955 un amico, Nanni Introini (che ha conosciuto tramite Miki Del Prete, a sua volta conosciuto al Santa Tecla) gli regala un 45 giri che il padre gli ha portato dagli Stati Uniti con il brano Rock Around the Clock di Bill Haley, che spinge Celentano a decidere di voler diventare un cantante di rock'n'roll. Con quattro suoi amici forma un gruppo, i Rock Boys, composto dai tre fratelli Ratti, Franco alla chitarra, Marco al basso, Giancarlo alla batteria, e da Ico Cerutti (torinese trasferito da poco a Milano con la famiglia) alla seconda chitarra. Con questa formazione, dopo aver preparato alcuni brani di rock and roll americano, a cui Celentano, non sapendo l'inglese, cambia le parole, il gruppo esordisce nel 1956 all'Ancora, locale di Milano, per poi passare in breve tempo al club Santa Tecla, molto più noto. Hanno continuato ad esibirsi anche in altri teatri dell'hinterland milanese. In un'intervista del 1959 Celentano ricorda: «Ho cominciato con le imitazioni. Allora il rock'n'roll era una novità e se qualcuno lo cantava aveva successo anche se lo cantava male. Io imitavo Bill Haley per scherzare con gli amici, in una sala da ballo in viale Zara. Avevo l'impostazione, ma per il resto ero tutto squadrato. Ma intanto la voce si spargeva, che io cantavo il rock'n'roll…».
Alla fine del 1956 il gruppo conosce al Teatro Smeraldo di Milano un complesso di rock'n'roll che arriva da Roma, un gruppo di fratelli guidati da Antonio Ciacci, il futuro Little Tony, con Alberto bassista e Enrico chitarrista; quest'ultimo si mette subito in evidenza per le capacità in tecnica musicale. Anni dopo Celentano ritroverà Ciacci, diventato nel frattempo Little Tony, con cui dividerà il secondo posto al Festival di Sanremo del 1961 con 24 mila baci. Intanto si aggiunse ai Rock Boys il pianista Enzo Jannacci, proveniente dai Rocky Mountains (il gruppo che accompagnava Tony Dallara), che venne presentato a Celentano da Pino Sacchetti, saxofonista amico di Jannacci, ed entrò poi nel gruppo. In questi primi spettacoli, Celentano mischia alle canzoni intermezzi di cabaret (con l'imitazione di Jerry Lewis che esegue in coppia con l'amico Tony Renis, che imita a sua volta Dean Martin) e di ballo: lascia ai musicisti lo spazio per suonare, mentre lui balla in maniera dinoccolata e snodata. Qui conosce un ballerino professionista, Alberto Longoni, che si esibisce sia con il nome d'arte di Jack La Cayenne che con quello di Torquato il Molleggiato.

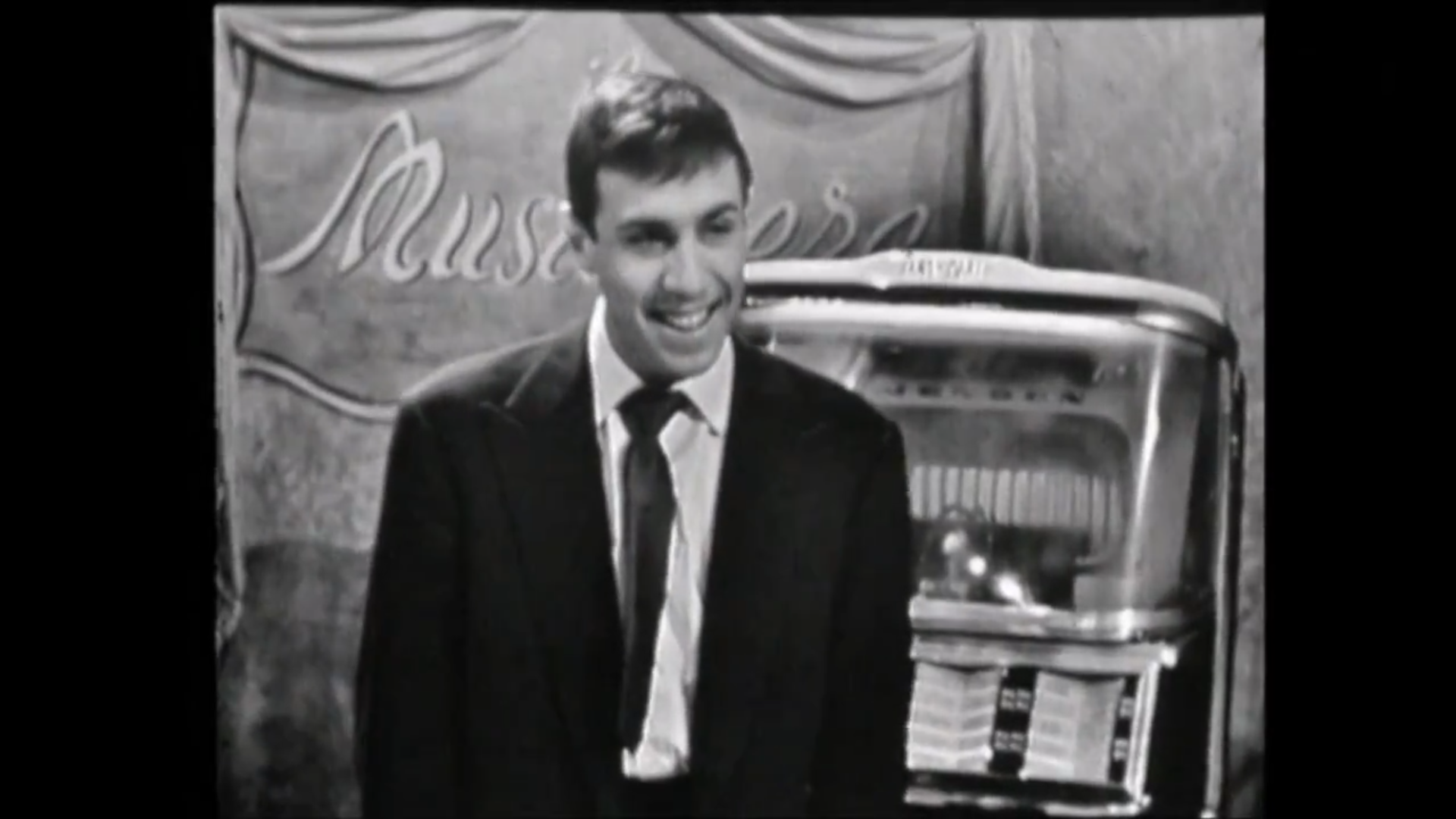
Celentano nella sua prima apparizione televisiva nel 1959

Nel 1957 il ballerino campione del mondo Bruno Dossena organizza un festival rock and roll e danze jazz italiano a Milano ("1º festival del Rock and Roll e Danze Jazz"), evento che proseguirà negli anni successivi, ma senza ballerini, a Genova (1958), San Severino Marche (1959), Ancona (1960), Roma (1961), Verona (1962), Bologna (1963) e nell'edizione flop di Firenze del 1964. La prima edizione si tenne il 18 maggio 1957 al Palazzo del Ghiaccio di Milano e vi parteciparono vari gruppi oltre ai "Celentano and his Rock Boys" come Duo Corsaro, la Swing Parade e la Original Lambro Jazz Band (che all'epoca spopolava all'Arethusa e altri noti locali dell'ambiente meneghino). Il festival, con in parallelo una competizione a iscrizione libera per coppie di ballerini dilettanti denominata "Trofeo Oransoda", aveva lo scopo di far esibire alcuni fra i più grandi ballerini internazionali di rock and roll supportati da alcune orchestre, una sola delle quali provvista di cantante, Celentano appunto, notato da Dossena al Santa Tecla e da lui personalmente invitato in quanto unico cantante prettamente rock nell'ambiente milanese.

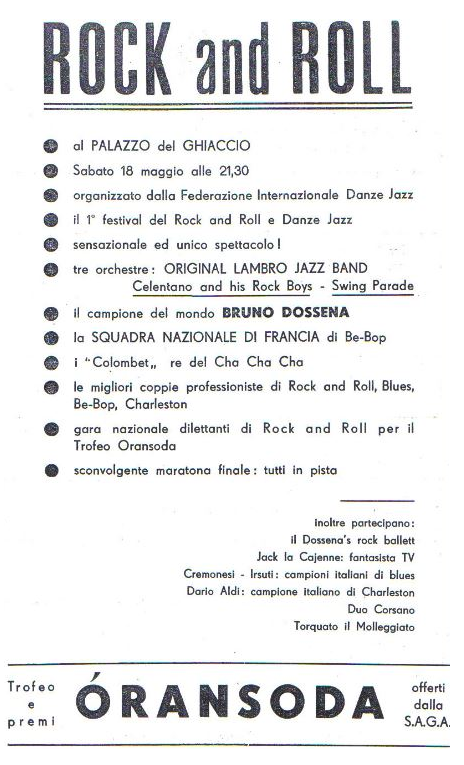
Manifesto de "Il 1º festival del Rock and Roll e Danze Jazz"

Annunciato in cartellone sia come Jack La Cayenne che come Torquato il Molleggiato, Alberto Longoni, che prima dell'inizio della manifestazione era uscito dal Palazzo del Ghiaccio per un caffè, resta bloccato fuori quando la polizia blocca gli ingressi a causa della folla incontenibile; Celentano, che canta dei brani in un personalissimo inglese e balla come lui, diviene per tutti Il Molleggiato, e Jack La Cayenne smette di usare questo pseudonimo. Il successo fu tale che i giornali del giorno dopo parlarono del nuovo divo con note di merito per il gruppo acrobatico "Dossena's Rock Ballett". La Notte del 19 maggio 1957 riferì, nella sezione cronaca, dei tafferugli avvenuti al Palazzo del Ghiaccio, che avevano richiesto l'intervento della polizia e causato un ritardo di due ore all'inizio della manifestazione, titolando: Palazzo del Ghiaccio devastato dal nuovo divo del rock'n'roll, mentre sul Corriere della Sera, Giorgio Bocca scrisse un articolo molto duro contro la nuova moda giovanile importata dall'America.
A seguito di quella esibizione, sono nate alcune leggende metropolitane, tra le quali:
- che tra i Rock Boys ci fosse anche Luigi Tenco al sax, ma Tenco, in quel periodo, era ancora a Genova,[48][49] dove suonava nel Modern Jazz Group di Mario De Sanctis;[53] soltanto nel 1958 Tenco si trasferirà a Milano, dove conoscerà Giorgio Gaber e dove formerà I Cavalieri;
- che anche Giorgio Gaber si fosse esibito, suonando nel gruppo di Celentano; ma in quel periodo era chitarrista per Ghigo Agosti e solo in seguito entrava nei Rock Boys;[48][49][54]
- che Celentano si fosse aggiudicato il festival del 1957, quando, al contrario, la manifestazione era una esibizione di coppie e gruppi di ballerini professionisti (come la Squadra Nazionale di Francia di Be-Bop, i Colombet, soprannominati "re del Cha Cha Cha", e il "Dossena's Rock Ballett") e un trofeo per coppie di dilettanti, dove le orchestre erano esclusivamente ospiti di supporto; i trofei offerti ai dilettanti dalla bevanda "Oransoda", nel trambusto generale, finirono perduti, e gran parte della giuria era rimasta chiusa fuori dalla polizia, così come Torquato il Molleggiato.[49][50]

Poco dopo il festival, Ico Cerutti abbandonò il gruppo per dedicarsi al jazz e lasciò il posto a Gino Santercole. Dopo il festival, Cerutti fu imitato da Giancarlo Ratti, anche lui passato al jazz, mentre un altro dei fratelli, il chitarrista, si ritirò dalla musica; i due vennero sostituiti dal batterista Flavio Carraresi (fiorentino, anche lui di formazione jazz) e da Gaber, portato nel gruppo dall'amico Jannacci.

#### I primi 45 giri
Sempre nel 1957 l'amico Miki Del Prete (pugliese come Celentano, figlio del calciatore del Bari Mario Del Prete, si è trasferito in Lombardia quando il padre è stato ceduto al Como; amico di Dossena, è anche lui un ballerino di rock'n'roll) riesce a organizzare due settimane di ingaggio per la star del festival del Rock and Roll italiano nell'estate, una al Morgana di Sanremo e una al Muretto di Alassio; Celentano e i Rock Boys cantano senza compenso in denaro, in cambio di due settimane di villeggiatura gratuita. Del Prete in seguito diventa uno dei suoi più preziosi collaboratori, nonché autore di alcuni testi di canzoni. L'8 ottobre 1957 avviene la prima apparizione televisiva di Celentano: Del Prete ha infatti iscritto alla trasmissione televisiva Voci e volti della fortuna l'amico e i Rock Boys come cantanti e lui con la sua partner Mary come ballerini e vengono chiamati per la puntata (il gruppo per l'occasione cambia il nome in "Complesso Graccielo").

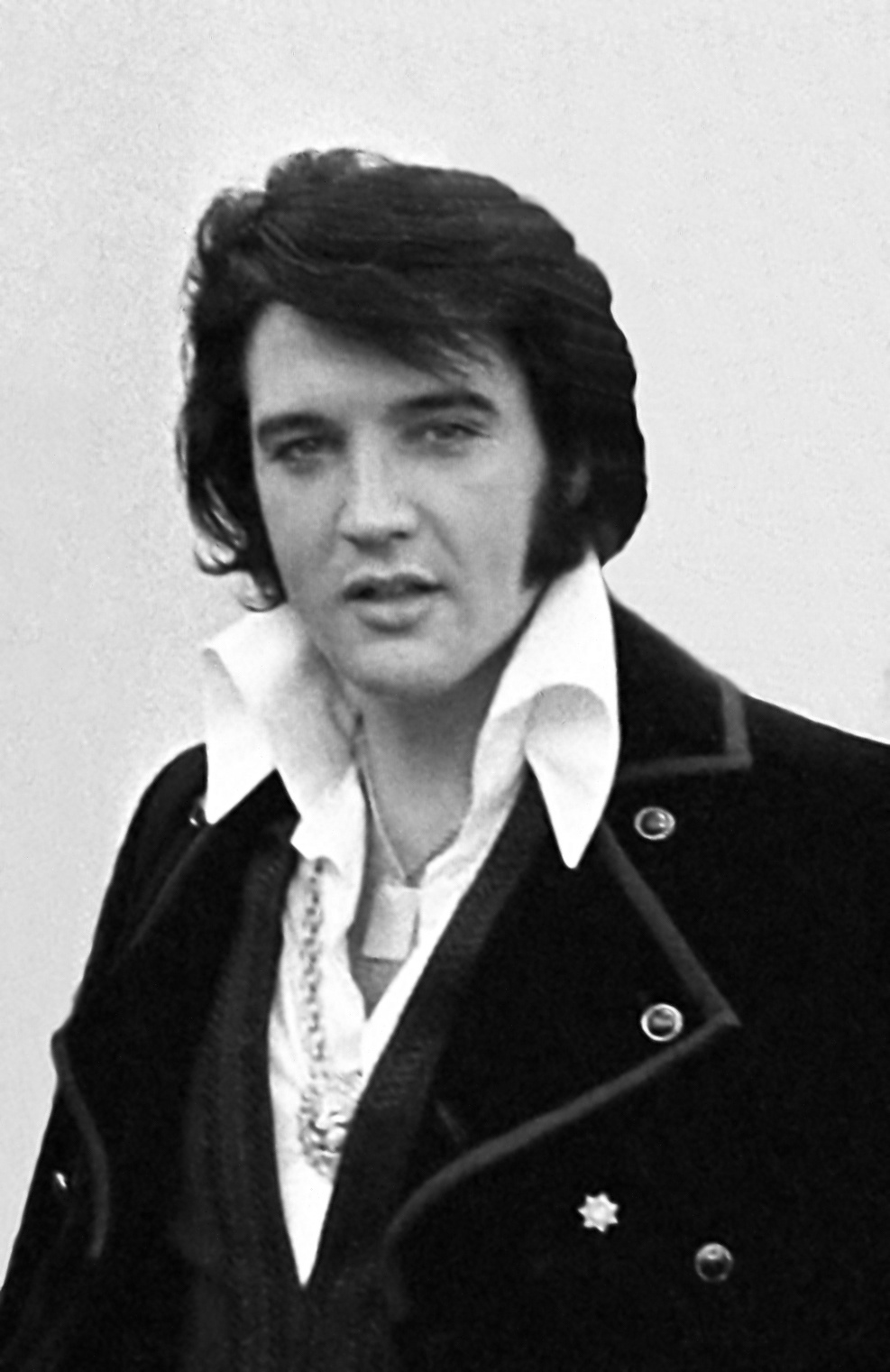
Il cantante Elvis Presley, precursore del rock and roll, fu una delle figure fondamentali d'ispirazione per Celentano

Del Prete inoltre è amico di Elio Borroni, ufficio stampa della Music, casa discografica di proprietà di Walter Guertler, e grazie a Borroni riesce a procurare un provino a Celentano con il direttore artistico della Music, il maestro Ezio Leoni, che viene superato; il provino si tiene alle Officine Zanibelli, studio di registrazione della casa discografica, in corso Lodi (zona Corvetto) e Celentano presenta quattro canzoni, cover di rock'n'roll americani: Rip it up, Jailhouse rock, Tutti Frutti e Blueberry hill, che vengono incise nella stessa occasione e pubblicate in due 45 giri, Rip It Up/Jailhouse Rock e Blueberry Hill/Tutti frutti, e in un EP. Rip it up/Jailhouse Rock vende circa millecinquecento copie sull'onda del successo al festival, ma i brani seguenti, successi di Elvis Presley (in queste prime incisioni, Guertler preferisce che il cantante incida cover di rock'n'roll americani), non vanno bene, tanto che Gurtler teme di aver mal riposto le sue speranze e, visto l'insuccesso, decide di dirottare il cantante alla sua nuova etichetta, la Jolly, e di consentirgli di incidere anche brani in italiano, i primi dei quali - Buonasera signorina e La febbre dell'hoola hop - sono inseriti come lati B di brani ancora in inglese. Con la collaborazione del maestro Ezio Leoni, arrangiatore, direttore artistico e responsabile del repertorio della Jolly, Celentano riscuote i suoi primi successi. Nel gennaio del 1959 viene pubblicata Ciao ti dirò, la canzone con cui Celentano aveva partecipato due anni prima al festival del rock'n'roll italiano; il disco che però riscuote successo è Il ribelle, che è anche il primo brano scritto da Celentano (per la musica, in collaborazione con Leoni).
Il successo viene replicato nell'estate da Il tuo bacio è come un rock (testi di Piero Vivarelli e Lucio Fulci, musica di Adriano Celentano ed Ezio Leoni, che cura anche l'arrangiamento). Con questo brano il 13 luglio 1959 Celentano vince il Festival Adriatico della Canzone di Ancona, che si svolgeva all'aperto, nell'arena della Fiera Internazionale della Pesca.
Umberto Simonetta racconta quella sera d'estate del 1959: «È in pieno svolgimento una delle tante kermesse canore di questo invidiabile paese. Walter Guertler, che ha convinto il recalcitrante Adriano a partecipare, attende tremulo tra le quinte, ma già pregusta l'esplosione. La TV trasmette lo spettacolo in ripresa diretta. Adriano, arrivato in città con la sua Alfa Romeo Giulietta Sprint carica di amici, è calmissimo. Alle 22 e 50 precise oltre dieci milioni di telespettatori vengono colti dal più irrefrenabile degli entusiasmi per lo scatenato giovanotto che prende a chitarrate “Il tuo bacio è come un rock”. Adriano stravince il festival e ottiene anche il secondo posto. Più tardi, con l'amabile sfrontatezza del trionfatore, dirà che, se avesse potuto cantare tre canzoni anziché due, avrebbe ottenuto anche il terzo. (…) In una settimana “Il tuo bacio è come un rock” tocca le trecentomila copie. Da caso milanese, il giovanotto diventa caso nazionale, il suo volto di mansueto gorilla è entrato di prepotenza nei bar e nei tinelli di tutta la penisola, il suo cognome è già familiare. Da quel fatidico tredici luglio Adriano comincia a ricevere cinquecento lettere al giorno, che poi aumenteranno. Alla fine del 1959, Federico Fellini lo chiama perché interpreti se stesso ne "La dolce vita"».

All'esibizione di Adriano del 1959 ad Ancona sarebbe stato presente anche Pippo Baudo:
Mario Luzzatto Fegiz ha scritto sul Corriere della Sera che Il tuo bacio è come un rock rappresenta "la scossa, il brivido, l'esplosione. Sono sessanta travolgenti secondi in stile fumetto con parole come knock out, shock, swing, ring". A quanto pare, la canzone ha superato per pura fortuna una serie di ostacoli: inizialmente era stata esclusa dalle selezioni del festival dal Maestro Gianni Ferrio, che l'aveva giudicata una "canzone squadrata". Secondo il "Dizionario della Canzone Italiana", la spiegazione stava nel fatto che Vivarelli aveva adattato la metrica di un brano inizialmente intitolato Torna a Capri mon amour in modo da consentire a Celentano di fare il maggior numero possibile dei suoi movimenti "molleggiati". Il disco vende ben 300 000 copie nella sola prima settimana, arrivando in prima posizione in classifica per due settimane (come riportano i dati di Musica e dischi di quell'anno).
Il lato B del disco, I ragazzi del juke-box, è anche il titolo del film dello stesso anno, a cui Celentano partecipa; il soggetto e la sceneggiatura del film sono degli stessi autori del testo della canzone, Piero Vivarelli e Lucio Fulci, assieme a Vittorio Vighi; Fulci è pure regista della pellicola. In questo disco suona la chitarra ritmica, per l'ultima volta, Giorgio Gaber il quale, sia per la sua attività da solista, sia per quella in duo con Enzo Jannacci, decide di abbandonare il gruppo seguito poi sia dal batterista Flavio Carraresi, sia dai due fratelli Ratti.
Nello stesso anno si ha la prima collaborazione tra Celentano e Mina, la quale incise un 45 giri con la canzone Vorrei sapere perché, un rock'n'roll scritto per lei da Celentano e Leoni, con il testo di Piero Vivarelli e Lucio Fulci. Dopo avere esordito come cantante nel film del 1956 I frenetici, nel quale aveva cantato la sigla dei titoli iniziali nella versione distribuita in Italia, nel 1959 recita nei suoi primi film, I ragazzi del juke-box (regia di Lucio Fulci e musiche di Ezio Leoni); il titolo è quello della canzone sul retro di Il tuo bacio è come un rock, e tra gli interpreti di quello che è, a tutti gli effetti, un musicarello ante litteram, ci sono anche Fred Buscaglione, Betty Curtis e Tony Dallara.

### Gli anni sessanta

#### Nascono I Ribelli, altri successi e il servizio militare

Adriano Celentano ne La dolce vita (1960) di Federico Fellini

Nel settembre del 1959 a Salsomaggiore Terme nel Dancing 'La Guantara' Adriano si esibirà facendosi accompagnare per la prima volta dal batterista tredicenne Gianni Dall'Aglio dell'Original Quartet di Mantova che suonava nello stesso locale, Celentano entusiasta chiese al padre del giovane batterista di far parte del nuovo complesso che sarebbe nato nei giorni successivi. Gianni insieme a Gino Santercole chitarrista e nipote di Celentano si incontrarono nel locale milanese il Santa Tecla per provare con Adriano il repertorio. Il trio si esibirà in alcune serate tra cui Foggia raggiunta in treno con gli strumenti dentro la cuccetta, Milano al Parco Ravizza Festival dell'Avanti dove verrà proposto il nuovo singolo Teddy Girl (musica di Ezio Leoni e testo di Luciano Beretta prezioso collaboratore di Adriano negli anni successivi) e il 22 settembre a Rivarolo del Re dove Adriano a causa di un incidente automobilistico dovrà restare a riposo per un mese. Nel dicembre del 1959, Adriano, accompagnato dai suoi ragazzi (il pianista Nando De Luca, Gino Santercole, Gianni Dall'Aglio, il bassista Livio Pasolini di Mantova), inizierà una tournée con l'Avanspettacolo in tutta Italia. Tornato a Milano nei primi mesi del 1960 Celentano inserirà il sassofonista (Pino Sacchetti) e i suoi musicisti da quel momento si chiameranno 'I Ribelli'. Altri ne faranno parte fino all'inserimento nel 1961 di Natale Massara al sassofono, Detto Mariano al pianoforte, Giannino Zinzone al basso elettrico oltre a Gianni Dall'Aglio batteria e Gino Santercole chitarra elettrica e questa sarà la formazione fino alla nascita dell'etichetta Clan quando si aggiungerà Giorgio Benacchio di Genova alla chitarra elettrica.
Da inizio 1960 compare nel film di Federico Fellini La dolce vita, girato fra primavera ed estate 1959, interpretando se stesso mentre canta una sua canzone in un locale romano. A marzo 1960, dopo due anni di contratto, Guertler decide di pubblicare il primo 33 giri, Adriano Celentano con Giulio Libano e la sua orchestra, raccolta di alcuni brani già pubblicati su 45 giri e con due soli inediti, Personality e Il mondo gira, che vengono pubblicati contemporaneamente su singolo. Dello stesso periodo è anche un disco inciso in coppia con la cantante Anita Traversi, contenente le canzoni Piccola e Ritorna lo shimmy. Sempre nel 1960 arriva il grande successo del 45 giri Impazzivo per te che, nonostante non superi il terzo posto come posizione massima, resta in classifica per sei mesi. Il 30 novembre viene pubblicato Furore, il secondo album, che contiene due inediti che non verranno stampati su 45 giri, se non quando l'artista abbandonerà la Jolly (Serafino campanaro, noto anche nell'interpretazione di Mina, e Hei Stella, inciso anche da I Due Corsari). Poche settimane dopo l'uscita del disco, Celentano deve partire per il servizio militare e effettua il CAR a Casale Monferrato, dopodiché viene mandato a Torino, dove tra i suoi commilitoni c'è un giovane tastierista, Detto Mariano, che coinvolgerà, terminata la naja, nella sua attività musicale.

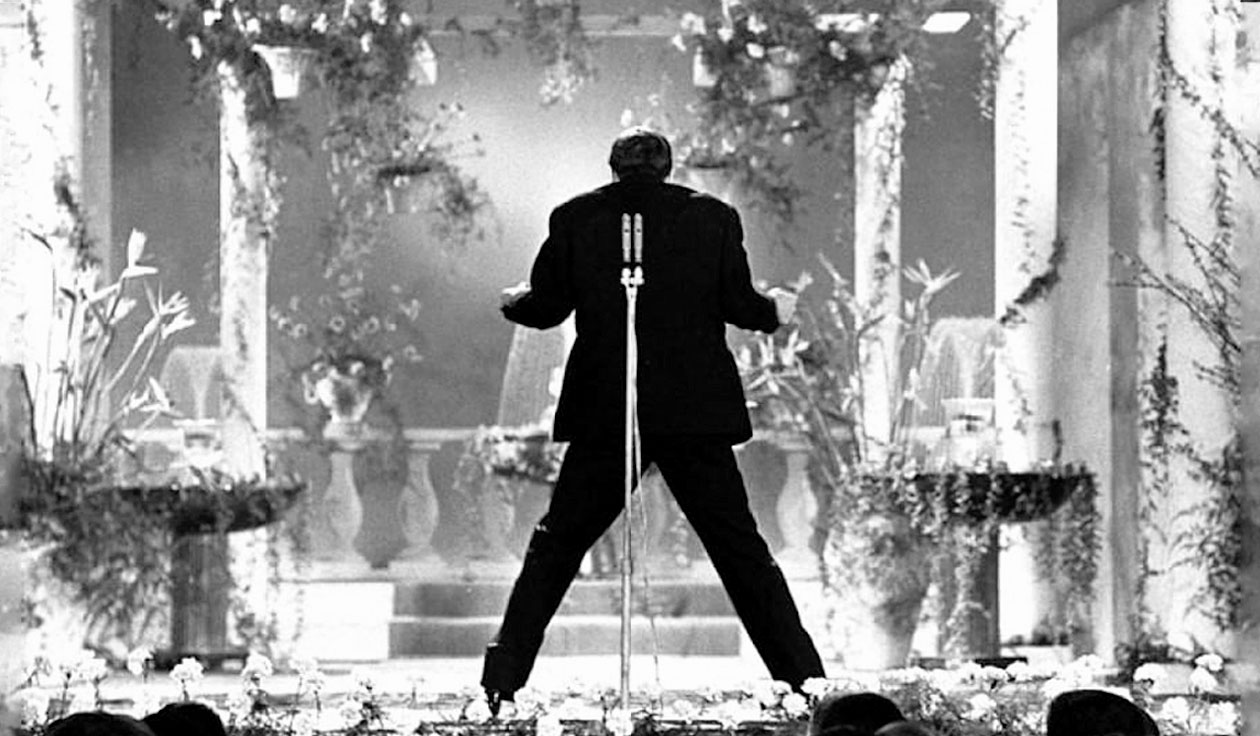
Celentano al Festival di Sanremo 1961

A febbraio del 1961 partecipa al Festival di Sanremo, ma è ancora militare e gli viene firmata una dispensa speciale dal ministro della difesa, Giulio Andreotti. Al festival in coppia con Little Tony presenta 24 mila baci (scritta da Pietro Vivarelli e Lucio Fulci su una musica di Ezio Leoni e Celentano); qui Adriano scandalizza il pubblico voltandogli le spalle, e girandosi solo dopo il cambio di tempo dell'orchestra, ma la sua 24 mila baci arriva seconda, pur arrivando prima in classifica per cinque settimane e vendendo nelle settimane successive mezzo milione di copie. Altro successo di quell'anno è Nata per me presentata a Canzonissima dove si classifica al secondo posto, canzone con cui Celentano si allontana dal rock per accostarsi a un filone più melodico e che raggiunge la prima posizione in classifica per 14 settimane. Nel frattempo, a maggio, ha vinto il premio La Stella d'Oro, che dovrebbe ritirare (insieme a Claudio Villa): ma proprio in quel periodo, militare di leva, è costretto a restare recluso in caserma ("consegna") per aver violato il regolamento militare di "libera uscita arbitraria".
L'attività cinematografica continua come regista con il film Super rapina a Milano del 1964, in cui recitano anche molti membri del suo entourage, noto come il Clan; partecipa poi ad altre produzioni come attore, principalmente film musicali, nel 1969 recita come protagonista nel film Serafino di Pietro Germi; il film narra la storia di un ragazzo di campagna e dei suoi problemi con un'eredità e con l'ambientamento alla modernità, tematica sempre cara a Celentano fin dai suoi esordi come cantante; la critica non accoglie particolarmente bene il film, ma il pubblico premia la pellicola con un grande incasso, rendendolo uno dei maggiori successi italiani di quell'anno.

#### Il Clan Celentano
C'era una volta il "Clan" è il titolo di una canzone di Gaber del 1968, dove il cantautore descrive, in maniera ironica, la fine ingloriosa, tra avvocati e citazioni in tribunale, dell'esperienza del Clan, una delle idee di Celentano che, passando poi dalla fase progettuale alla messa in pratica, si sono rivelate difficili da realizzare. Il Clan Celentano nasceva dall'esigenza di liberarsi dalle imposizioni che la Jolly faceva al cantante, da un lato continuando a pubblicare 45 giri, a volte riciclando le stesse canzoni (nel 1962, ad esempio, stampano nuovamente 24000 baci con sul retro Il tuo bacio è come un rock) o impedendogli di usare i musicisti con cui suonava abitualmente dal vivo nei dischi; confrontandosi con Ricky Gianco (che vive problemi analoghi alla Ricordi) e con altri amici come Memo Dittongo, Beretta e Del Prete, decise di creare una propria etichetta discografica, che coinvolga i suoi amici musicisti e che scopra anche nuovi talenti, ispirandosi in una certa misura al Rat Pack di Frank Sinatra. Il 1º maggio 1962 viene pubblicata "Stai lontana da me" (musica di Bacharach, testo di Mogol), canzone con cui nasce ufficialmente il Clan Celentano, e con cui Celentano partecipa al Cantagiro; in questa manifestazione, pur in testa, si ritira a causa di un presunto incidente al piede e salta alcune tappe ma, nonostante ciò, vince ugualmente, e la vittoria contribuisce al successo del 45 giri (disco tris che contiene anche Sei rimasta sola e Amami baciami), che arriva prima in classifica per 12 settimane dal 16 giugno e vende un milione e trecentomila copie.

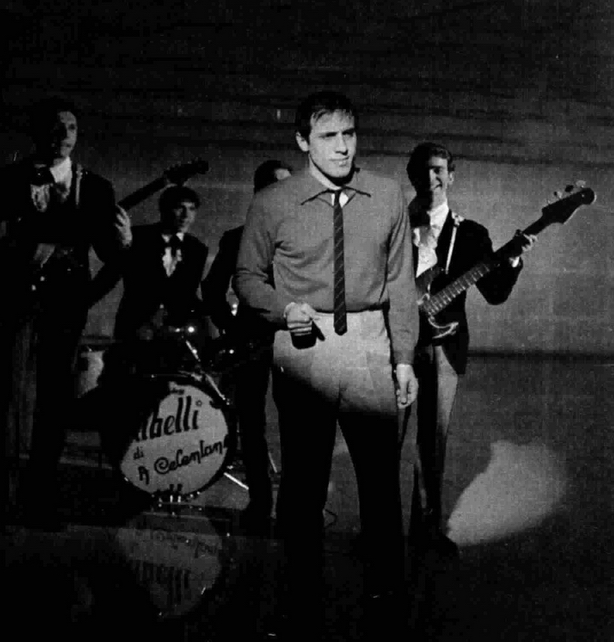
Adriano Celentano con I Ribelli nel 1965

Il Clan è molto più di una casa discografica: è una sorta di comune artistica in cui Celentano, che in quel periodo vende centinaia di migliaia di copie per ogni 45 giri, riunisce parenti (come il nipote Gino Santercole e la fidanzata dell'epoca Milena Cantù) e vecchi amici come Ricky Gianco, Miki Del Prete, Luciano Beretta, i Ribelli, Detto Mariano. Contemporaneamente si dedica alla ricerca di nuovi talenti: ricontatta il vecchio amico e compagno nei Rock Boys, Ico Cerutti, che incide alcuni 45 giri, chiama il suo amico conosciuto durante il servizio militare, Detto Mariano, come arrangiatore ufficiale, e mette sotto contratto giovani sconosciuti come Don Backy, Pilade, Natale Massara, Ugolino; spesso questi artisti vengono fatti incidere con pseudonimi.
La Jolly non accetta però la decisione di Celentano e lo denuncia per inadempienze contrattuali chiedendogli un risarcimento di 495 milioni di lire, poiché il contratto sarebbe scaduto il 30 aprile del 1962, e continuando a pubblicare 45 giri con canzoni che l'artista aveva registrato ma che erano rimaste inedite, facendo così concorrenza alle pubblicazioni del Clan; ad esempio pochi giorni prima di Stai lontana da me venne pubblicato "Veleno" un 45 giri con etichetta Caramba (lo stesso nome che Celentano voleva dare alla sua casa discografica) seguito da Si è spento il Sole che riscuote un buon successo arrivando in prima posizione, tra Pregherò e Il tangaccio, che arriva in prima posizione il 1º giugno 1963, la Jolly diffonde nei negozi A New Orleans e stampa e distribuisce un LP che raccoglieva alcuni 45 giri e qualche inedito.
La causa con la Jolly terminerà solo nel marzo del 1965, con la vittoria di Celentano che verrà quindi assolto dall'accusa e non dovrà pagare alcuna penale. L'esperienza del Clan dura però appena sei anni, uccisa dagli atteggiamenti dispotici del leader, da infiniti problemi contrattuali e anche dalle ambizioni di successo personale dei singoli artisti; in alcuni casi come Ricky Gianco o i Ribelli il distacco è indolore, mentre in altri si accompagna a vicende giudiziarie come il caso di Don Backy; dopo la separazione con Don Backy il Clan incomincerà a ridurre la sua attività di lancio di nuovi cantanti, fino a distribuire, nell'ultimo periodo, solamente le produzioni di Celentano e di Claudia Mori. Il 4 dicembre 1965 il singolo La festa raggiunge la prima posizione per cinque settimane.

#### Da cantante a predicatore
Anche durante il periodo del Clan i successi continuano: nel 1962 vince il Cantagiro con "Stai lontana da me", seguita dall'incisione di Pregherò (versione italiana di Stand by Me di Ben E. King, ma stranamente firmata da Gianco e Don Backy) che arriva in prima posizione per cinque settimane: è il suo primo testo che affronta tematiche religiose, che presto diventeranno una consuetudine (nel giro di tre anni incide Ciao ragazzi e Chi era lui). Nello stesso anno, in ottobre, Celentano suona per una settimana intera all'Olympia di Parigi: si reca nella capitale francese con I Ribelli in treno, per la sua nota paura di volare (che nel 1964 gli farà rifiutare la proposta di un tour negli Stati Uniti fattagli da Frank Sinatra per lanciare un 45 giri con Il tangaccio e Sabato triste); torna nuovamente all'Olympia nel maggio dell'anno successivo. Il 1963 è l'anno di Grazie, prego, scusi e di Sabato triste che arriva prima per cinque settimane, il 1964 invece di Il problema più importante e il 1965 di Sono un simpatico, tutte canzoni diventate dei classici. 

Adriano Celentano e Mina - Duetto a Studio Uno (1965)

Nel 1966, dopo cinque anni, Celentano decide di tornare al Festival di Sanremo: la canzone, Il ragazzo della via Gluck, presentata in coppia con il Trio del Clan (composto da Pilade, Cerutti e Santercole), si classifica agli ultimi posti, non riuscendo a qualificarsi per la serata finale: avrà però un importante successo di vendite, diventando (insieme con Azzurro) una delle sue canzoni più note, anche per il testo di Del Prete e Beretta, che racconta molti particolari dell'infanzia e dell'adolescenza di Celentano, e affrontando per la prima volta il tema dell'ecologia e della speculazione edilizia, che da qui in avanti diventerà una delle tematiche ricorrenti del cantante. Celentano in realtà avrebbe dovuto partecipare al festival con un'altra canzone, Nessuno mi può giudicare, di cui registrò anche il provino ma, non convinto del risultato, optò per Il ragazzo della via Gluck; a questa canzone, qualche mese dopo, l'amico Gaber diede una risposta, in una canzone il cui protagonista cercava una casa per andare ad abitare con la sua sposa e non la trovava, perché a causa del piano verde della città abbattono tutte le case per creare dei prati (è La risposta al ragazzo della via Gluck).
Il ragazzo della via Gluck suscitò l'interesse di Pier Paolo Pasolini che progettò di trarre un film dal racconto della canzone con Celentano protagonista, per sviluppare l'aspetto della civiltà urbana che stava distruggendo la cultura contadina. Il regista e Celentano si incontrarono spesso; il progetto però non andò in porto. Mondo in mi 7ª, di pochi mesi successiva, continua questo filone a metà tra la protesta e la predica: scagliandosi contro i vari mali del secolo. Celentano ha qui l'idea di abbinare al testo di Mogol, Beretta e Del Prete una melodia basata su un solo accordo, appunto il mi 7ª. Nel frattempo è entrato nel Clan come autore un giovane avvocato astigiano, Paolo Conte che esordisce nel 1966 con la canzone inserita come retro di Il ragazzo della via Gluck, intitolata Chi era Lui (il testo di Mogol e Del Prete parla di Gesù); Conte scriverà poi (in collaborazione con il maestro Michele Virano) le musiche dei due successi degli anni successivi: il primo è La coppia più bella del mondo del 1967, dove il testo di Beretta e Del Prete elogia il matrimonio e la vita di coppia con gli ormai consueti toni predicatori (che si attirano le accuse di antidivorzismo), mentre la musica si trasforma da un'introduzione lenta a un valzer da balera. Il secondo brano, del 1968, è Azzurro che arriva primo in classifica per quattro settimane con musiche di Conte e testi di Pallavicini.
Il 45 giri che la contiene è uno dei rari casi in cui anche la canzone sul lato B è famosissima: si tratta di Una carezza in un pugno, una musica scritta da Santercole per lo zio insieme con Nando de Luca, con un testo di Beretta e Del Prete noto anche per un clamoroso errore grammaticale (Ma non vorrei che tu/ a mezzanotte e tre/ stai già pensando a un altro uomo...). Il 1969 è anche l'anno di Storia d'amore, scritta insieme con Nando de Luca. Il tono da predicatore ritorna in Tre passi avanti, Torno sui miei passi e, soprattutto, in Chi non lavora non fa l'amore (prima classificata al Festival di Sanremo 1970) che, pur portandolo costantemente in testa alle classifiche, lo rendono insopportabile da parte del pubblico dei giovanissimi (sono gli anni della contestazione giovanile): i giornali giovanili di quel periodo, come Ciao amici o Big, lo bollano come reazionario e sorpassato. In particolare la canzone presentata al Festival viene vista come un inno al crumiraggio anche se, analizzando nella coda della canzone il protagonista si rivolge al "signor padrone" facendogli presente il disagio che si vive in famiglia a causa dei problemi salariali. Celentano però non si cura delle polemiche e ai successi in ambito musicale incomincia ad affiancare quelli in ambito cinematografico.

Adriano Celentano e Mina a Sabato sera in una parodia de La coppia più bella del mondo (1967)

### Gli anni settanta

#### Prisencolinensinainciusole il continuo successo tra Italia ed estero
In ambito musicale, i primi anni settanta vedono Adriano quasi costantemente in classifica con brani come Viola (che anni dopo verrà interpretata in duetto con Ivano Fossati), Sotto le lenzuola (ultima canzone con la quale partecipa al Festival di Sanremo nel 1971), ed Er più, scritta da Carlo Rustichelli. Il 1972 è l'anno di un nuovo successo ecologista, Un albero di trenta piani, in cui Celentano attacca la speculazione edilizia e l'inquinamento, prendendosela in particolare, nel finale della canzone, con il grattacielo Pirelli di Milano (che ha, appunto, trenta piani); tradotta in spagnolo con il titolo Un arbòl de 30 pisos (sul retro vi è Ready teddy) ottiene molto successo anche sul mercato iberico e latinoamericano.

Adriano Celentano e Mariangela Melato nel film Di che segno sei?

La canzone è contenuta in un LP, I mali del secolo, dove ogni traccia affronta un problema sociale (dalla droga alla crisi della famiglia); al disco collabora come corista Giuni Russo. Ma è con Prisencolinensinainciusol, pubblicato il 3 novembre del 1972, uno stranissimo brano in lingua "celentanesca", cantato con suoni sconclusionati pseudo-inglesi che conquista un primato mondiale: la canzone, infatti (considerata da Celentano il primo rap italiano, il seme del rap, come ha definito la canzone in un rifacimento del 1994), entra in classifica negli Stati Uniti (al settantesimo posto) prima che in Italia, cosa più unica che rara per un cantante italiano.
Celentano motiva il testo della canzone sostenendo che «avendo appena inciso un album di canzoni che volevano dire qualcosa, avevo voglia di fare qualcosa che non volesse dire nulla». In Italia il successo non arriva subito, ci vorrà del tempo, quando la canzone diventerà sigla del programma radiofonico Gran varietà riscontrerà un enorme successo anche in Italia.
Nel 1995, i fratelli Visnadi, all'epoca compositori e produttori di musica house, remixano su commissione il brano in diverse versioni. Una di esse viene pubblicata qualche anno più tardi anche nella raccolta "Unicamente Celentano" e Adriano la esegue da Fabio Fazio su Rai 3 a Che tempo che fa. Prisencolinensinainciusol è stata reinterpretata da Celentano in una puntata del programma Francamente me ne infischio in coppia con Manu Chao e Piero Pelù. Il pezzo è stato reinterpretato anche dalla cantante e attrice Tosca nel suo album in diverse lingue Il suono della voce.
Nel 1973 annuncia la sua partecipazione al Festival di Sanremo, con il brano L'unica chance ma all'ultimo momento accusa una gastrite e si ritira con un telegramma che spedisce agli organizzatori aggiungendo che forse a fargli venire la gastrite è stato il modo in cui sono stati trattati alcuni cantanti popolari esclusi dalla gara e conclude scusandosi se questo festival sarà più pallido del solito per la mancanza della sua presenza. Il brano riscuote meno successo di altri, al contrario del 45 giri del 1974, Bellissima.
Torna alle tematiche sociali nel 1976 con Svalutation, analisi della situazione italiana dell'epoca (sono gli anni dell'inflazione e della nascita del terrorismo) a tempo di rock: la canzone è stata reinterpretata da Celentano in coppia con Piero Pelù durante una puntata di Francamente me ne infischio. Il 1977 è l'anno del ritorno ai concerti, dopo sei anni, per sette date negli stadi (primo in Italia a usarli a tale scopo), di cui una, quella allo stadio Manuzzi di Cesena, viene registrata per un disco dal vivo che esce solo due anni dopo (Me, live!): tra i musicisti che lo accompagnano si ricordano Gianni Dall'Aglio alla batteria e Alberto Radius alle chitarre.
Dopo altri successi, Ti avrò nel 1978 e Soli nel 1979, con l'occasione dell'uscita del disco dal vivo effettua nuovamente un tour negli stadi (45 000 persone al Comunale di Torino, 65 000 al San Paolo di Napoli e 50 000 allo stadio di Rimini). Alla fine del decennio però, come Mina, anche Celentano decide di chiudere con i concerti: fino al 1994 (anno del tour europeo) non effettuerà più tournée.
Don't Play That Song (You Lied) (1979) ha venduto 983 000 copie in Francia: è il più grande successo di Celentano in questo Paese. Il suo secondo più grande successo è Chi non lavora non fa l'amore (1970) con 750 000 copie vendute, mentre Svalutation del 1976 arrivò a 348 000 copie vendute.

#### Celentano regista: Yuppi du e Geppo il folle

Adriano Celentano e la moglie Claudia Mori in una scena di Yuppi du (1975)

A quel punto Celentano è lanciato anche come attore ma non prende parte a un gran numero di produzioni e fino al 1978 girerà al massimo due film all'anno (in alcuni non avendo il ruolo del protagonista). Durante questo periodo lavora con registi affermati come Dario Argento (in Le cinque giornate) o Alberto Lattuada (in Bianco, rosso e...) e attori come Anthony Quinn (in Bluff - Storia di truffe e di imbroglioni), a conferma della sua crescente abilità di attore. Nel 1974 Celentano dirige, scrive, sceneggia, interpreta e produce Yuppi du; anche in questo caso la canzone che prende il titolo dal film, scritta dal solo Celentano, è un successo.
L'attività come attore prosegue fino al 1978 quando dirige il suo terzo film Geppo il folle, un musical in cui interpreta un cantante di successo che, pur non conoscendo l'inglese, ha un sogno: quello di incontrare Barbra Streisand. Ma soprattutto ha inizio la proficua collaborazione nel campo della commedia con la coppia di registi Castellano e Pipolo girando Zio Adolfo in arte Führer, che riscuote un buon successo commerciale; con gli stessi registi girerà anche Mani di velluto ottenendo un successo di pubblico elevatissimo, che verrà ripetuto anche con Il bisbetico domato (1980).

### Gli anni ottanta

#### Gli anni d'oro tra cinema e televisione
Nel 1980 rilascia a Roberto Gervaso un'intervista per il libro La mosca al naso - Interviste famose, in cui dichiara di aver trovato la fede all'età di vent'anni, di battersi per l'ambiente e per Cristo, di essere un cattolico praticante e di immaginare il paradiso come un posto pieno di animali parlanti. Quest'ultima affermazione va letta in sintonia con la sua sensibilità animalista, dato che è vegetariano. Gli venne offerta la possibilità di cantare L'italiano al Festival di Sanremo dallo stesso autore, ma rifiutò di farlo aprendo di fatto la strada al successo di Toto Cutugno.
Nel 1980 recita nel secondo episodio del film Qua la mano e nella La locandiera di Paolo Cavara al fianco della moglie; nel 1981 riprende la collaborazione con Castellano e Pipolo girando Asso con Edwige Fenech e Innamorato pazzo nuovamente con la Muti (con la quale, si diceva, avrebbe avuto una breve relazione), con ottimi incassi. Nel 1982 gira Grand Hotel Excelsior sempre di Castellano e Pipolo e nel 1983 Segni particolari: bellissimo, film campioni d'incassi. Sempre nel 1982 Celentano gira con Pasquale Festa Campanile il film Bingo Bongo e successivamente di nuovo con Sergio Corbucci Sing Sing, dov'è protagonista del secondo episodio. Nel 1985 è la volta invece di Lui è peggio di me di Enrico Oldoini, nel quale recita di nuovo al fianco di Renato Pozzetto e che risulterà il suo ultimo grande successo commerciale.

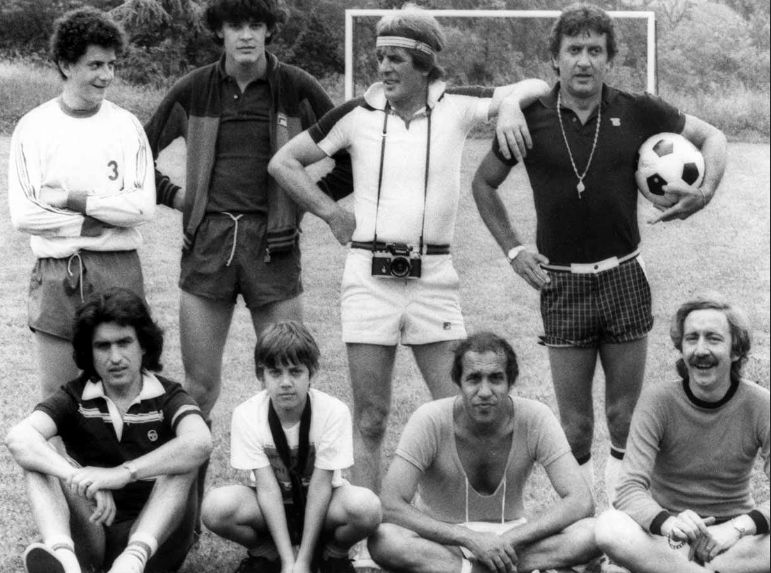
Celentano insieme ad alcuni amici nella sua villa; tra essi Memo Dittongo con il pallone sottobraccio e in basso da sinistra Toto Cutugno, il figlio Giacomo Celentano e Cristiano Minellono

Nel 1982 pubblica un libro autobiografico con la collaborazione di Ludovica Ripa di Meana: "Il paradiso è un cavallo bianco che non suda mai".
Continua a incidere regolarmente pur essendo sempre più impegnato con il cinema con film di successo come Bingo Bongo, Il bisbetico domato, Asso. Incide due album di cover ("I miei americani..." e "I miei americani 2") in cui ripropone in versione italiana canzoni americane; i due album riscuotono un buon successo con circa mezzo milione di copie vendute ciascuno. Il 1985 è l'anno del suo film più discusso e sua ultima regia: Joan Lui - Ma un giorno nel paese arrivo io di lunedì. Celentano realizza la sua pellicola spendendo cifre molto alte (circa 20 miliardi di lire), e il film si rivela un quasi fallimento ai botteghini italiani (incasserà circa 7 miliardi di lire), seguito da una battaglia legale tra l'autore e i produttori. Dopo lo sfruttamento arbitrario delle sale cinematografiche, Celentano rimontò il film portandolo alla durata di 125 min (originariamente erano 163). Verrà trasmesso anche in TV e distribuito in VHS. In Germania e in Russia, invece, il film riscuote un notevole successo al punto che viene invitato a Mosca a ritirare un premio e a fare un concerto nella capitale russa. Dopo Joan Lui, Celentano girerà ancora alcuni film per doveri contrattuali come Il burbero, che riscontra un discreto successo. Farà ritorno nelle sale solo nel 1992 per interpretare il film Jackpot.

Adriano Celentano conduttore del programma TV Fantastico 8, qui nel suo polemico intervento in vista dei referendum abrogativi del 1987

In televisione, intuendo la forte pressione mediatica che si stava sviluppando attorno alla sua immagine, ormai consolidata anche all'estero, segue in parte la scelta di Mina e comincia a diradare le sue apparizioni e dopo un periodo di assenza, torna in TV come ospite nel 1983 a Domenica in con la moglie; sarà poi frequente ospite in diverse edizioni di Fantastico arrivando poi a condurlo nel 1987. Il programma è accompagnato dall'uscita dell'album La pubblica ottusità. Tra una frecciata e l'altra, le famigerate "pause" e gli inviti al pubblico a "spegnere il televisore" spazza via tutti i record di audience. In una puntata Celentano invitò i telespettatori a spegnere il televisore per 5 minuti, e la sua richiesta fu accolta da otto milioni di persone. Un ulteriore episodio si ebbe quando Celentano, come provocazione alle battaglie di ascolto di quel periodo, chiese ai telespettatori di sintonizzarsi per almeno un minuto su Canale 5 (che in quel momento stava trasmettendo il film Anche gli angeli mangiano fagioli). Oltre a Celentano parteciparono Heather Parisi, Marisa Laurito, Massimo Boldi e Maurizio Micheli.

### Gli anni novanta

#### Tra nuovi progetti discografici, l'ultima tournée europea e l'album con Mina
Nel 1991 torna con un album intitolato Il re degli ignoranti insieme all'omonimo libro. L'album riscuote un ottimo successo con circa mezzo milione di copie vendute; per promuovere il lavoro, conduce in prima serata il 5 novembre, in diretta su Rai 1, lo show Adriano Celentano a Notte Rock, ovvero una puntata speciale dell'omonimo programma. In questo spettacolo si alternano l'esecuzione delle nuove canzoni alle domande postegli da Enzo Biagi e dal pubblico in studio, con le partecipazioni di Angie Everhart e Vincenzo Mollica; per realizzare la trasmissione accetta di non percepire alcun compenso. L'album diventerà un altro popolare nomignolo di Celentano. Nel 1992 è in TV con Svalutation, il primo show da protagonista a quattro anni di distanza da Fantastico, andato in onda in due puntate (12 e 19 dicembre) su Rai 3 e condotto assieme a Bruno Gambarotta; il programma ottiene cinque milioni di spettatori diventando uno dei programmi più visti della storia della terza rete Rai. Tra gli ospiti c'è anche il cantautore genovese Francesco Baccini, che aveva inserito la canzone Adriano Celentano nel suo album Nomi e cognomi: nel testo Baccini ne critica i suoi atteggiamenti ritenuti da santone, invitandolo a limitarsi a fare il cantante. Celentano lo invita nella sua trasmissione televisiva in nome della libertà di espressione. Il 23 dicembre esce nelle sale Jackpot, che sarà il suo ultimo film, in quanto risulterà un flop memorabile, criticato persino da lui stesso. Qui è costretto a recitare in presa diretta e in lingua inglese un film tra fantascienza ed ecologismo che la critica accoglie molto male, definendolo uno dei peggiori film del cinema italiano, e che si rivela un flop commerciale visti i miseri incassi (105 milioni di lire incassati a Natale a fronte di una spesa per il film di 18 miliardi). Sarà lo stesso Adriano ad ammettere, in un intervento sul Corriere della Sera, che il film ha tanti difetti e che i critici, una volta tanto, hanno avuto davvero ragione. Sarà l'ultimo film girato da Celentano.

Nel 1994 pubblica un nuovo album, Quel punto. Il testo dell'omonima canzone è oggetto di critiche per via del tema trattato (femminilità in pericolo a causa dei transessuali). L'album viene ritirato dal mercato per problemi di copyright dopo poche settimane per la presenza di una versione alternativa del brano Uh...Uh... L'album verrà immesso nuovamente sul mercato con la versione originale della canzone simile a quella pubblicata nel 1982. Il 1994 è soprattutto l'anno del suo ritorno ai concerti per un tour italiano ed europeo dove viene sempre registrato il tutto esaurito; si comincia dalla Favorita di Palermo il 29 settembre, poi a Cava de' Tirreni il 1º ottobre, il 4 ottobre allo Stadio San Nicola di Bari, il 7 al Palaeur di Roma, il 10 al Palasport di Firenze, il 13 a quello di Bologna, il 15 a Treviso, il 18 al Palastampa di Torino; a novembre il tour è dedicato all'estero, con concerti a Colonia, Bruxelles, Dortmund, Berlino, Zurigo, Mannheim, Stoccarda e Monaco. L'ultima tappa del tour si tiene al Forum di Assago (Milano) del 18 novembre e viene trasmessa in diretta da Rai 1 alle 20:40 e seguita da 7 216 000 spettatori (il tour segna un record di circa 500 000 biglietti venduti). A tutt'oggi è il suo ultimo tour. Il 27 settembre 1995 Celentano effettua un concerto a Lourdes. Nello stesso anno produce l'album Arrivano gli uomini, con tanto di videoclip mandato in onda su Rai Uno: il disco non supera le 150 000 copie vendute nonostante il battage pubblicitario. Sempre nello stesso anno diventa testimonial delle Ferrovie dello Stato in una serie di spot e per Canale 5 partecipa come ospite a una puntata di Super '96 con Ambra Angiolini. Nel 1997 si esibisce davanti a papa Giovanni Paolo II in occasione del concerto per il Meeting Eucaristico di Bologna, rispolverando per l'occasione anche dei suoi vecchi brani come Pregherò, Disse, e Ciao ragazzi.

Copertina del disco Mina Celentano

Nel 1998, mentre prepara il suo ritorno in televisione, pubblica un album con Mina, che risulta un successo con 1 600 000 copie vendute. È di quest'anno l'inizio della collaborazione - che dura ancor oggi - con Andrea Scrosati e Umberto Chiaramonte nella comunicazione del Clan e di Celentano. L'anno dopo, con Mogol, Gianni Bella e con la partecipazione di Fio Zanotti, realizza l'altrettanto fortunato Io non so parlar d'amore (oltre 2 000 000 di copie) che è considerato da alcuni l'album della "rinascita" artistica. L'album contiene canzoni come Gelosia, L'emozione non ha voce, L'arcobaleno scritta da Mogol su musiche di Gianni Bella e dedicata a Lucio Battisti e Senza amore del giovane Carlo Mazzoni che diventano ben presto veri tormentoni e trasportano questo album per tantissimo tempo ai vertici della hit parade italiana.
Ritorna in televisione nel 1999 con uno show su Rai 1 in 4 puntate, Francamente me ne infischio affiancato da Francesca Neri. Lo show è spesso interrotto da filmati scioccanti preparati dallo stesso che parlano di tematiche forti e scomode. Il programma verrà premiato con la Rosa d'Argento al festival "La Rose d'Or de Montreux". Gli ascolti sono alti, con punte di oltre 13 000 000 di spettatori. Nel 1997, Celentano e la Rai avevano trovato un accordo per mandare in onda uno show intitolato Il conduttore ma che poi si arenò per problemi contrattuali tra le due parti.

### Gli anni duemila
Nel 2000 pubblica l'album Esco di rado e parlo ancora meno, altro grande successo (1 800 000 copie), con canzoni scritte da Ivano Fossati e dallo stesso Celentano. Il singolo di lancio è Per averti, grande successo radiofonico mentre la canzone Tir sarà la sigla di chiusura dello show 125 milioni di caz..te, dell'anno seguente. Nel team degli autori è presente anche Miky Del Prete e i monologhi di Celentano spaziano dalle critiche a Bruno Vespa, Maurizio Costanzo e Fabio Fazio alla legge del "silenzio-assenso" in merito alla donazione degli organi.
Nel 2002 pubblica l'album Per sempre, terzo album consecutivo con gli autori Mogol e Bella e che arriverà a vendere quasi un milione di copie. Vengono estratti tre singoli (Confessa, Mi fa male e Per sempre) che restano in classifica per molto tempo; per promuovere l'album è ospite nel programma di Rai 1 Uno di noi, condotto da Gianni Morandi.
Il 6 marzo 2004 Celentano viene ospitato al Festival di Sanremo di Tony Renis, in cui si esibisce un monologo sulla commistione tra politica e televisione per poi esibirsi in una versione riarrangiata di Rip It Up.
Nel 2004 pubblica il nuovo album C'è sempre un motivo, sempre con canzoni di Mogol e Gianni Bella e con un inedito di Fabrizio De André e un duetto in lingua creola con Cesária Évora, esponente di spicco della musica di Capo Verde che ripropone Il ragazzo della via Gluck con testo e arrangiamenti tipicamente capoverdiani. È un album particolare in cui Celentano si esibisce in canzoni molto diverse tra loro che toccano più generi musicali, dal melodico al rock per arrivare al jazz.
Ritorna a condurre un programma televisivo il 20 ottobre 2005 quando esordisce su Rai 1 Rockpolitik. Come d'abitudine pretende dalla Rai "carta bianca" sui testi e sull'intero progetto e dopo varie vicissitudini e interventi legali, il programma prende il via dopo l'autosospensione provvisoria del direttore di rete Fabrizio Del Noce. Lo show segna un grande successo in termini di ascolto con una media del 46% nelle 4 puntate, ed è il programma più visto della stagione 2005-2006. Il picco massimo in termini di ascoltatori si è avuto con Roberto Benigni nella 2ª puntata con oltre 16 milioni di persone, nel pezzo della "lettera a Silvio Berlusconi" che si rifà al famoso sketch di Totò e Peppino nel film Totò, Peppino e la... malafemmina. Altrettanto fortunato il duetto con Eros Ramazzotti nell'interpretazione de Il ragazzo della via Gluck con quasi il 70% di ascolto. Ci furono anche altri ospiti come Michele Santoro, Gérard Depardieu, Valentino Rossi, Franco Battiato, Riccardo Cocciante, Patti Smith, Luciano Ligabue e Loredana Bertè, nonché gli Eurythmics e Carlos Santana. Il 20 novembre 2006 esce un libro omonimo scritto da Celentano e da Mariuccia Ciotta che racconta la storia del programma.
Nel 2006, l'Università degli Studi di Foggia decide di conferirgli una laurea honoris causa in Lettere e Filosofia, la quale venne gentilmente declinata con la motivazione che, con il conferimento di tale titolo, sarebbe stato "costretto a migliorare e non voglio prendermi troppo sul serio. Sono e resto sempre il Re degli Ignoranti”.
Viene pubblicata una raccolta antologica che raggiunge un discreto successo di pubblico piazzandosi al terzo posto della classifica FIMI nella prima settimana per poi rimanere per quasi tre mesi nella top ten italiana. Secondo la rivista Rolling Stone, la raccolta ha venduto 500 000 copie. Il 2 dicembre 2006, Adriano è ospitato su Rai Tre nel salottino di Fabio Fazio, Che tempo che fa per un'intervista, e anche questa volta è un gran successo di ascolti: la terza rete Rai totalizza 6 200 000 di contatti (come riportato nei dati Auditel, riportati nei quotidiani dei giorni successivi).
Il 23 novembre 2007 pubblica Dormi amore, la situazione non è buona, un album che porta in copertina un suo ritratto da pugile disegnato da Wainer Vaccari e sempre con molti pezzi del duo Mogol e Gianni Bella oltre ad altri autori come Jovanotti, Neffa, Tricarico, Vincenzo Cerami e Carmen Consoli e un brano inedito di Domenico Modugno risalente al 1974, Ragazzo del sud. Tutti i quotidiani commentano positivamente questa nuova opera e il disco vince quattro dischi di platino vendendo 400 000 copie in un mese e mezzo, così come comunicato da Musica e dischi.
Il 26 novembre 2007, su Rai 1, Celentano torna in diretta con uno spettacolo in prima serata dal titolo La situazione di mia sorella non è buona, dove per "sorella" intende il pianeta Terra (citando san Francesco d'Assisi della poesia del Cantico delle Creature (1215); e dove realizza una sorta di film in diretta TV cantando dal vivo alcuni stralci delle nuove canzoni dell'album), a suo parere "la trasmissione più difficile da fare" della sua carriera. Tra gli ospiti ci sono stati Fabio Fazio, Carmen Consoli, Milena Gabanelli, Gianni Bella, Mogol, Laura Chiatti, Tricarico e altri.
Il programma è stato visto da 9 200 000 telespettatori con il 33% di ascolto, con picchi di 11 milioni di spettatori e del 39,07% di share. Per festeggiare i suoi settant'anni e i cinque decenni di attività, la Rai ha organizzato per sabato 5 gennaio 2008 uno speciale, in onda sulla rete ammiraglia, dal titolo "Buon Compleanno Adriano". La trasmissione, pur dedicata esclusivamente alla riproposizione di spezzoni di trasmissioni passate del "Molleggiato", ha fatto registrare il 28,65% di ascolto.

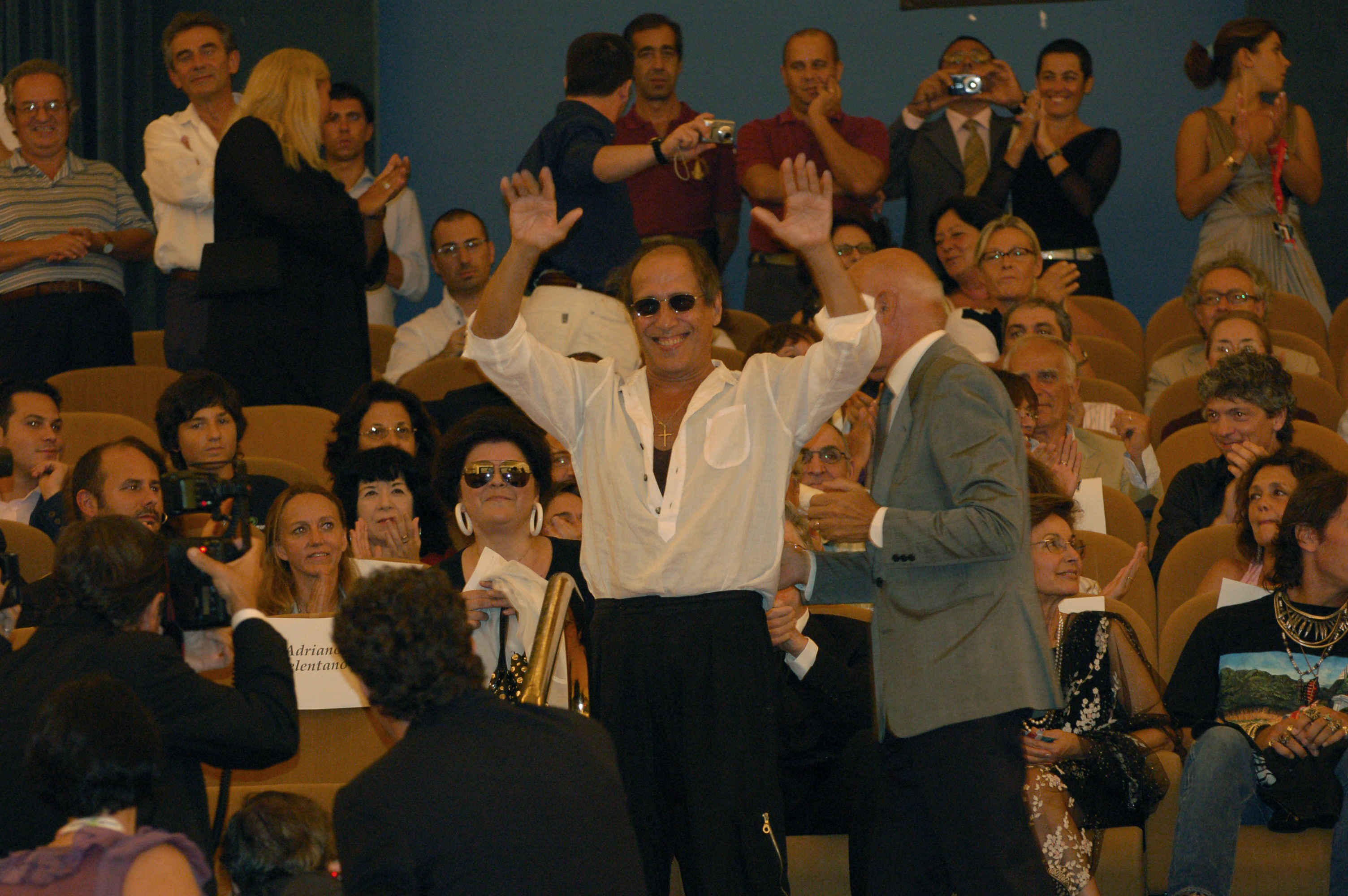
Adriano Celentano nel 2008

Celentano riappare in pubblico sabato 8 marzo 2008 per festeggiare il centenario dell'Inter, squadra di cui è tifoso. Allo stadio Giuseppe Meazza di Milano il "Molleggiato" entra in campo a fine partita con tanto di chitarra in mano e sciarpa al collo e si esibisce cantando "Il ragazzo della via Gluck", modificata nell'ultima parte del testo con invettive politiche. Finita l'esibizione aspetta in ginocchio il presidente interista Massimo Moratti e con quest'ultimo intona alcune strofe di "Sei rimasta sola".
Celentano torna così ad esibirsi dal vivo dopo ben 14 anni. Il 24 ottobre 2008 Celentano lancia sul web un nuovo singolo, dal titolo "Sognando Chernobyl", attraverso un video-clip della durata di circa 2 minuti e mezzo. In realtà, si tratta dell'anticipazione di una suite di oltre dieci minuti, in cui Adriano lancia un messaggio ai potenti del mondo contro quei fenomeni che distruggono il pianeta. "Sognando Chernobyl", è il primo di due singoli inediti, presenti nel nuovo "best-of" di Celentano, uscito il 28 novembre 2008.
A fine 2008 è uscito prima della vigilia di Natale il disco di Celentano L'animale. La compilation è formata da due CD: uno con le canzoni d'amore e uno con quelle 'contro'. Entrambi i CD contengono 14 tracce vecchie e nuove. Nel primo si trova l'inedito La cura, canzone di Battiato che Celentano ripropone cantata da lui. Ci sono vecchi classici come Storia d'amore e pochi inediti. Il secondo invece ha più novità: si parte dalla canzone Sognando Chernobyl a Il ragazzo della via Gluck. C'è anche un remix di Prisencolinensinainciusol rivisitato e più moderno, ma con lo stesso ritmo e testo.

### Gli anni duemiladieci

#### Il ritorno alle scene e il nuovo album
Celentano torna a farsi sentire in vista dei referendum abrogativi del 2011, quando, dalle colonne del Corriere della Sera, lancia un appello a votare sì, sostenendo la sua contrarietà al ritorno dell'energia nucleare in Italia; inizia inoltre ad intervenire, in collegamento, alla trasmissione Annozero di Michele Santoro e, in una puntata, esprime il suo sostegno a Giuliano Pisapia, candidato sindaco di Milano per le elezioni amministrative.
A settembre giunge la notizia dell'imminente uscita del nuovo album di inediti del Molleggiato, a distanza di quattro anni da "Dormi amore, la situazione non è buona". L'album, intitolato "Facciamo finta che sia vero", esce il 29 novembre; anticipato dalla diffusione in radio del singolo "Non ti accorgevi di me" e dall'apertura su Facebook della pagina dedicata al Molleggiato.
Dal 2 dicembre viene trasmesso dalle radio il secondo singolo "Non so più cosa fare", brano cantato a quattro voci da Celentano, Franco Battiato, Jovanotti e il leader dei Negramaro Giuliano Sangiorgi. L'album vince il triplo Disco di Platino e risulta l'11º più venduto del 2011. Il 3 dicembre, in occasione di un concerto di beneficenza organizzato da Beppe Grillo per gli alluvionati di Genova, Celentano torna a esibirsi in pubblico al PalaCep di Genova, cantando "Il ragazzo della via Gluck".

#### Festival di Sanremo 2012

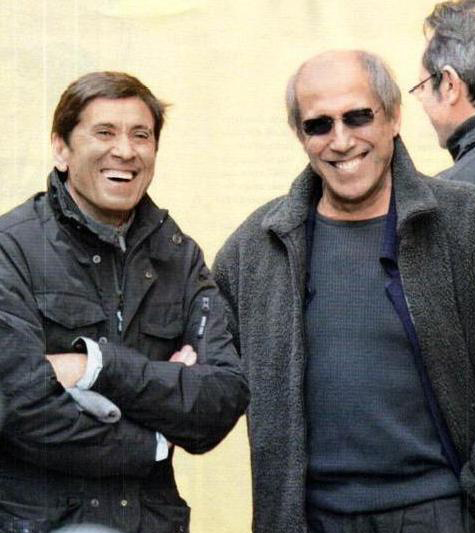
Adriano Celentano e Gianni Morandi, 14 febbraio 2012

Il 13 dicembre viene divulgata la notizia, da parte del direttore artistico (poi dimissionario) Gianmarco Mazzi, della partecipazione certa di Celentano alla sessantaduesima edizione del Festival di Sanremo, in qualità di ospite. A causa delle molte polemiche suscitate dal suo alto compenso, si dichiara che esso sarà devoluto, interamente, in beneficenza. Adriano Celentano torna così al Festival dopo 8 anni. Nella prima puntata di Sanremo 2012 (14 febbraio), in un suo intervento assieme a Gianni Morandi a Pupo e a Rocco Papaleo, Celentano parla di religione e di politica. In particolare parla dell'"obbligo" di preti e frati di parlare del Paradiso, e attacca i giornali cattolici Avvenire e Famiglia Cristiana, affermando che questi "andrebbero chiusi, si occupano di politica, anziché parlare di Dio e dei suoi progetti".
Critica anche la bocciatura del referendum sulla legge elettorale il 24 gennaio 2012 e il critico televisivo Aldo Grasso, dandogli del "deficiente". Contesta anche la politica dell'Unione europea citando le condizioni imposte dai governi tedesco e francese alla Grecia per risolvere la crisi economica attraversata da quest'ultima (acquisto di armi in cambio di aiuti monetari). Celentano propone anche due canzoni: una tratta dal suo ultimo album, il title track Facciamo finta che sia vero e una vecchia, Il forestiero (del 1971) con Aldo Tagliapietra al sitar.
A causa delle sue dichiarazioni, riceve forti attacchi dai mass media. Famiglia Cristiana lo chiama "un piccolo attivista dell'ipocrisia, un finto esegeta della morale cristiana"; giustifica il suo articolo sull'"ingaggio faraonico" del Molleggiato, e critica i modi in cui ha scelto di donare il suddetto ingaggio in beneficenza. Il direttore di Avvenire replica che Celentano "se l'è presa con i preti e con i frati... con Avvenire e Famiglia Cristiana... perché abbiamo scritto che con quel che costa lui alla Rai per una serata si potevano non chiudere le sedi giornalistiche Rai nel Sud del mondo", criticando anch'egli i modi in cui Celentano devolverà il suo ingaggio, "tradotto poi in beneficenza a suon di tromba" nonostante le forti polemiche che portarono all'annuncio sulla beneficenza. L'Agenzia d'informazione cattolica S.I.R. parla di "parole insensate, cioè impensate" e afferma che Celentano non conosce o non comprende il ruolo laico dei media cattolici.
La serata finale del 18 febbraio sarà ricordata anche per le contestazioni a Celentano. Claudia Mori, nel lasciare l'Ariston, si è avvicinata a Verro, che era in prima fila in platea, gli ha stretto la mano e detto "Complimenti per la buffonata che avete organizzato". Il suo monologo si apre con la critica al modo in cui i media hanno "estrapolato frasi dal contesto" e "cambiato il modo dei verbi" (in riferimento all'articolo dell'Avvenire dove si legge "vanno chiusi" invece di "andrebbero chiusi"), riaffermando che lui non ha mai parlato di voler chiudere o censurare quei giornali. Chiarisce che la sua intenzione era quella di "parlare del significato della vita, della morte, ma soprattutto per quello che viene dopo... della fortuna... di essere nati" e di "fantasticare su come e dove sarà il Paradiso, che riceverà chi ha vissuto santamente". Insiste sulla necessità di "cercare in qualunque modo" Dio. Citando l'evangelista Giovanni, afferma che anche se "nessuno ha mai visto Dio" (Gv 1,18, 1G 4,12), cercare di "capirne, se anche lontanamente, i tratti del Suo volto" sarà interessante "per conoscerci".
Insiste che "su questi temi" dovrebbero basarsi i giornali da lui menzionati, "ma loro parlano della politica del mondo". Parla del Gesù "politico" che "apriva il Suo cuore ai bisognosi" e parla anche di un Giuda Iscariota "politico" che "voleva sfruttare la potenza del Figlio di Dio per i suoi fini consumistici e per la sua sete di potere". Conclude dicendo che "la vita di Gesù dev'essere un metro infallibile" e che dev'essere supportata da "una presenza quotidiana... che faccia rivivere la presenza di Gesù". Durante il suo intervento Celentano canta anche due canzoni tratte dal suo ultimo album Facciamo finta che sia vero, La cumbia di chi cambia da solo e Ti penso e cambia il mondo con Gianni Morandi, e conclude con uno scambio di battute assieme a un Morandi commosso ed emozionato che, alla sua uscita, dichiara: "Adriano ama tutti. Adriano non odia nessuno." Sarà il loro duetto a segnare il picco d'ascolti della kermesse canora, con oltre 18 milioni di spettatori.

#### Il ritorno al live e il debutto a Mediaset:Rock Economy

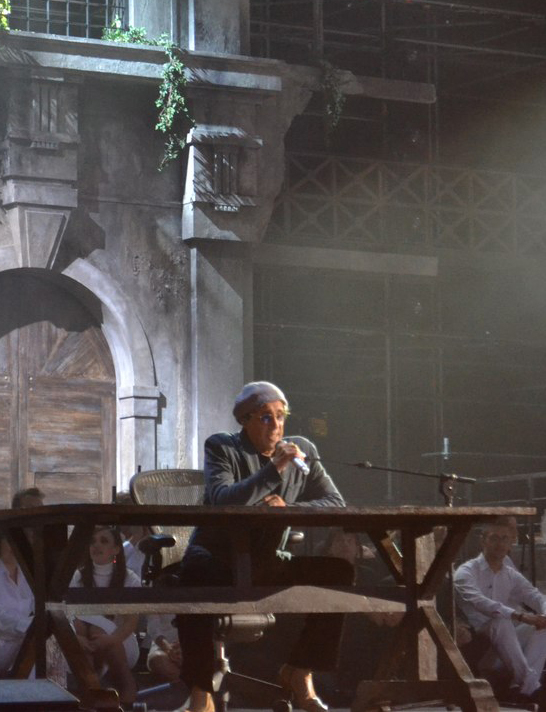
Adriano Celentano durante Rock Economy all'Arena di Verona, l'8 ottobre 2012

Adriano Celentano è tornato dal vivo dopo 18 anni all'Arena di Verona con due concerti evento, l'8 e il 9 ottobre 2012. L'evento si chiama Rock Economy ed è stato trasmesso in diretta sulla rete di Mediaset Canale 5 (Celentano fece inizialmente la proposta alla sua storica azienda, la Rai, ma questa rifiutò affermando di non voler affrontare i costi di produzione per la diretta televisiva, rifiutando anche la proposta del cantante di non pretendere denaro da parte dell'azienda per le sue due esibizioni all'Arena di Verona). Anche sul costo dei biglietti Celentano ha spiazzato tutti mettendo in vendita oltre 6 000 biglietti per le due serate al prezzo simbolico di 1 euro. Lo spettacolo è stato prodotto dalla moglie Claudia Mori per il Clan Celentano, mentre l'organizzatore generale è stato Gianmarco Mazzi, già direttore artistico del Festival di Sanremo 2012.

Rispetto ai suoi precedenti spettacoli televisivi, questa volta Celentano ha deciso di dedicare più tempo alle sue canzoni, e quindi alla musica, rispetto ai suoi monologhi, che comunque non sono mancati a ogni sua presenza, e hanno riguardato soprattutto la crisi e l'economia e il modo in cui, secondo Adriano, il paese può tornare a splendere come un tempo. Gli ospiti della prima puntata sono stati l'amico Gianni Morandi, l'economista francese Jean-Paul Fitoussi e i giornalisti Sergio Rizzo e Gian Antonio Stella. La prima puntata dello show-evento ha avuto un boom di ascolti, con la prima parte seguita da 9 257 000 telespettatori e il 29,82% di share; la seconda parte seguita da 9 159 000 e il 30,87%; la terza parte dove mostra le prove del concerto da 8 509 000 e il 34,49%, con una media di 8 910 000 spettatori e il 31,83%.

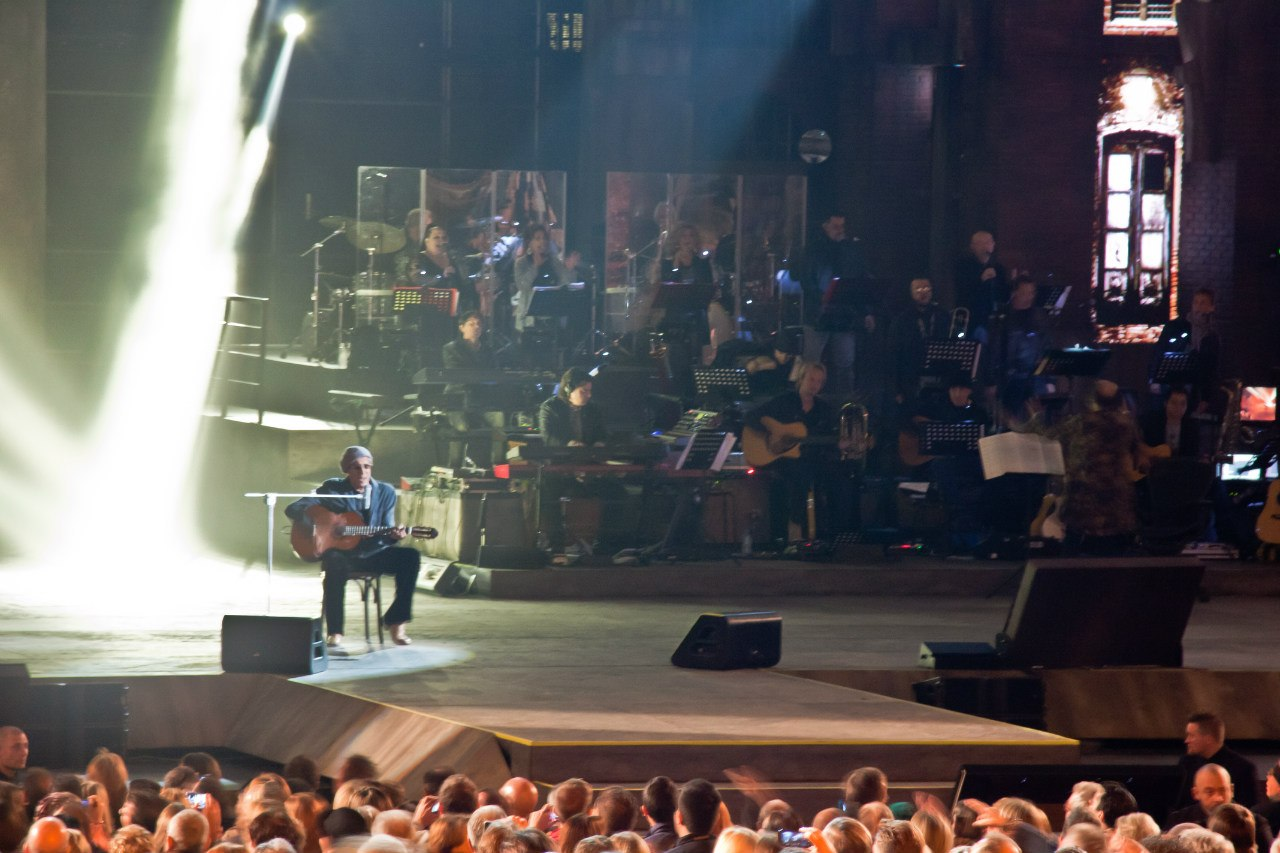
Adriano Celentano durante il concerto all'Arena di Verona

La seconda puntata dello show, con ospite Gianni Morandi che ha ricordato Lucio Dalla interpretando la splendida Caruso, ha superato la prima ottenendo una media di 9 112 000 telespettatori e il 32,82% di share. La prima parte è stata seguita da 9 338 000 e il 30,74%; la seconda parte da 9 124 000 e il 32,70% e infine la terza parte da 8 653 000 e il 38,54% di share. Nel dicembre 2012, il Clan Celentano, in collaborazione con la Universal Music, ha pubblicato un doppio CD e un DVD delle due serate evento, intitolati Adriano Live. Il DVD, un mix delle due serate ridotti a 110 minuti di durata, montato dallo stesso Celentano, è stato il più venduto nel 2013.
Nel febbraio 2013 decide di sostenere l'amico Beppe Grillo del Movimento 5 Stelle in vista delle Elezioni politiche in Italia del 2013 con l'inedito Ti fai del male che è un invito a votare e a scrivere una nuova storia per l'Italia. Si parla del papa, di tempi confusi, della terra degli scandali, del condono tombale, dell'ambiente, della violenza sulle donne, del federalismo e della crisi economica. In un'intervista a Il Fatto Quotidiano conferma l'intenzione di votare M5S alle Elezioni politiche in Italia del 2013 e Umberto Ambrosoli alle elezioni regionali in Lombardia dello stesso anno. Per le elezioni del Presidente della repubblica, nel mese di aprile 2013, interviene sul proprio blog e con una telefonata in diretta durante la trasmissione Servizio pubblico per sostenere la candidatura di Stefano Rodotà, nome proposto dai 5 Stelle per la carica di Capo dello Stato.
Il 1º novembre 2013 esce il singolo Io non ricordo (da quel giorno tu) che anticipa ...Adriano, raccolta che contiene quattro cd con i suoi maggiori successi. Il 9 dicembre torna su Canale 5 con uno speciale, ricco di contenuti inediti e parti di backstage, Rock Economy. Si tratta di un collage delle due serate-evento del 2012, trasmesse in un'unica puntata, montato dallo stesso Celentano. Il programma ha nuovamente vinto la serata con 5 294 000 spettatori e il 20,3% di share; la prima parte ha ottenuto 5 583 000 spettatori e il 18,72% di share, la seconda ha ottenuto 5 427 000 spettatori e il 19,63%, la terza parte ha ottenuto 4 871 000 spettatori e il 21,56% di share.
Il 17 gennaio 2014 esce il singolo Mai nella vita, scritto da Riccardo Cocciante. Il 2 ottobre 2014, in un'intervista concessa a Vincenzo Mollica per il TG1, ha rivelato di aver chiesto, in una lettera inviata al presidente della repubblica Giorgio Napolitano, la grazia per Fabrizio Corona. Nel novembre 2014 in occasione dei sessant'anni di Fiorella Mannoia, duetta con lei un suo vecchio successo Un bimbo sul leone. Il 17 novembre 2014, il quotidiano Il Fatto Quotidiano pubblica una classifica che riporta le vendite dei maggiori cantanti italiani in tutto il mondo che vede Celentano secondo con 150 milioni di dischi nell'arco di ben 57 anni di carriera. Il 13 dicembre 2014, torna nuovamente su Canale 5 con Rock Economy, con contenuti inediti e parti ancora di backstage.

#### Il nuovo disco con Mina:Le migliori
Nel mese di marzo 2015 cominciano a circolare indiscrezioni su una nuova collaborazione artistica tra Celentano e Mina: il 20 ottobre 2015 viene confermato che sta incidendo un nuovo disco di brani inediti con la cantante, la cui uscita è prevista per la primavera del 2016. A distanza di 18 anni dal grande successo di Mina Celentano i due cantanti tornano quindi a lavorare insieme. Secondo quanto rivelato dal Corriere della Sera, le registrazioni sarebbero cominciate all'inizio dell'estate 2015, e si sarebbero svolte nello studio di Celentano a Galbiate e in quello di Mina a Lugano.

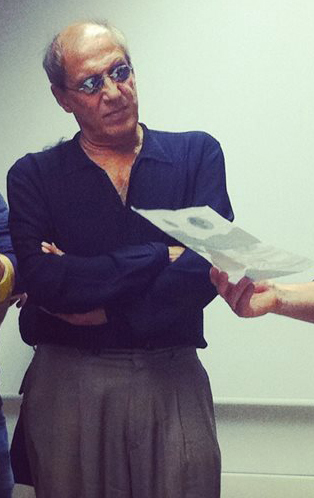
Adriano Celentano nel 2013

La data di uscita è l'11 novembre 2016 dal titolo Le migliori. L'album viene pubblicizzato con il primo estratto del 21 ottobre Amami amami e in anteprima televisiva il 12 dicembre 2016 con uno speciale in onda su Rai 1, con audio inediti tra i due cantanti durante la preparazione dell'album, videoclip di alcuni dei brani e la partecipazione di Paolo Conte, Fedez e J-Ax, Roberto Bolle, Carlo Verdone, Geppi Cucciari e Mika. Lo speciale ottiene 5 443 000 spettatori e il 19,07% di share; verrà poi replicato il 6 gennaio 2017, giorno del 79º compleanno di Adriano, in una versione rimontata con 15 minuti inediti.
In breve l'album supera le 100 000 copie vendute e, nonostante uscito a inizio novembre, risulta il più venduto del 2016. Il 27 febbraio 2017 la FIMI certifica Le migliori con 5 dischi di platino, con circa 250 000 copie vendute, superando diversi fenomeni del momento mentre attraverso la pagina Facebook uscirà 10 novembre 2017 il nuovo singolo dal titolo Eva, che anticipa la pubblicazione il 1º dicembre 2017 del nuovo album dal titolo Tutte le Migliori che racchiude i più grandi successi dei due, sia da solisti che in coppia, inglobando oltre a Le migliori anche il precedente Mina Celentano. In occasione dell'uscita del cofanetto, il 2 dicembre 2017 va in onda su Rai 1 lo speciale Mina Celentano - Fratelli d'Italia curato da Vincenzo Mollica con il TG1 che ripercorre la carriera del duo concludendosi con un video speciale montato dallo stesso Celentano.
In occasione degli 80 anni del cantante i palinsesti della televisione italiana mutano la loro programmazione: Rete 4 propone nel primo pomeriggio il suo film Asso, mentre Rai 1 trasmette una puntata speciale del programma Techetechetè dal titolo "Adriano 80 voglia di te" con spezzoni di alcune tra le più celebri apparizioni del molleggiato. In prima serata Canale 5 ritrasmette lo speciale Rock Economy dei due concerti live all'Arena di Verona.
Il 7 aprile 2015 viene intervistato nella trasmissione di Rai 3 Ballarò, mentre il 9 giugno 2015 dedica un video messaggio con immagini inedite a Gianni Bella andato in onda a Una serata... Bella per te, Gianni!, concerto-evento condotto dalla figlia Rosita su Rete 4.

#### Il ritorno in TV:Adrian
Il 1º luglio 2015, nell'ambito della presentazione dei palinsesti televisivi per la stagione 2015–2016, Pier Silvio Berlusconi annuncia il ritorno di Celentano in televisione col cartoon Adrian, che sarà scritto, diretto, curato e montato dallo stesso cantante per Mediaset. Il progetto, costato decine di milioni di euro che ha coinvolto più di 1 000 animatori sparsi in tre continenti (Asia, Africa ed Europa), è rimasto in fase di gestazione per circa 10 anni (annunciato nel 2009 e inizialmente destinato a Sky, è stato più volte rinviato a causa dei disaccordi contrattuali e della travagliata lavorazione, a cui ha fatto seguito anche una battaglia legale tra il Clan Celentano e Mondo TV, primo produttore del cartoon), e si avvale di collaborazioni artistiche di primo piano come Nicola Piovani per le musiche, Vincenzo Cerami per la supervisione dei testi, Milo Manara per i disegni e gli allievi della scuola Holden di Alessandro Baricco.
Adrian è approdato sugli schermi di Canale 5 a 4 anni di distanza dall'annuncio, ovvero il 21 gennaio 2019, seguito poi il 25 gennaio dall'uscita dell'omonimo doppio cd con le musiche originali del cartoon, su distribuzione Clan/Universal Music Italia. Ogni puntata è preceduta da uno show in diretta dal Teatro Camploy di Verona. La serie debutta come da previsione, registrando alla prima puntata uno share del 21,92% nella porzione dedicata allo spettacolo teatrale, del 19,08% in quella dedicata alla serie animata. Ciononostante, lo spettacolo termina con un'ora di anticipo, destando scalpore tra pubblico e mass media, costringendo ad una modifica imprevista lo stesso palinsesto di Canale 5. Durante la prima puntata, compaiono sul palcoscenico di Verona gli attori Nino Frassica, Francesco Scali e Natalino Balasso. La messa in onda delle prime 4 puntate secondo questo formato è avvenuta tra il 21 gennaio e il 4 febbraio 2019; la serie è in seguito sospesa, ufficialmente a causa di un malanno sofferto da Celentano e secondo vari commentatori anche a causa di un grave insuccesso di ascolti. Viene ripresa dal 7 novembre al 5 dicembre 2019, con il cartoon preceduto da uno show dal vivo di 60 minuti, condotto dallo stesso Celentano con vari ospiti (Biagio Antonacci, Luciano Ligabue, Gianni Morandi, Maria De Filippi); neanche in questo caso, però, gli ascolti riescono a raggiungere almeno il 16%.

### Gli anni duemilaventi

#### L'ultimo capitoloMinaCelentano (The complete Recordings)e l'ineditoNiente è andato perso
Il 26 novembre 2021, in occasione dei quasi 25 anni di collaborazione insieme, torna ancora una volta a duettare con Mina nell'inedito Niente è andato perso, contenuto nel cofanetto MinaCelentano - The Complete Recordings, che comprende tutti i duetti dal 1998 fino al 2017 (doppio CD e vinile) e che inoltre chiuderà il loro cerchio di vita artistica che ha percorso un'importante fase della musica italiana.

## Vita privata
Nel 1958, in una profumeria di Milano, Celentano conosce Milena Cantù, che lavorava lì come commessa, con la quale incomincia una relazione. Sarà lei ad affiancare Adriano nella fondazione nel 1961 della Clan Celentano Srl, la casa discografica di proprietà del cantante e per la quale la Cantù incise alcuni brani a partire dal 1964.

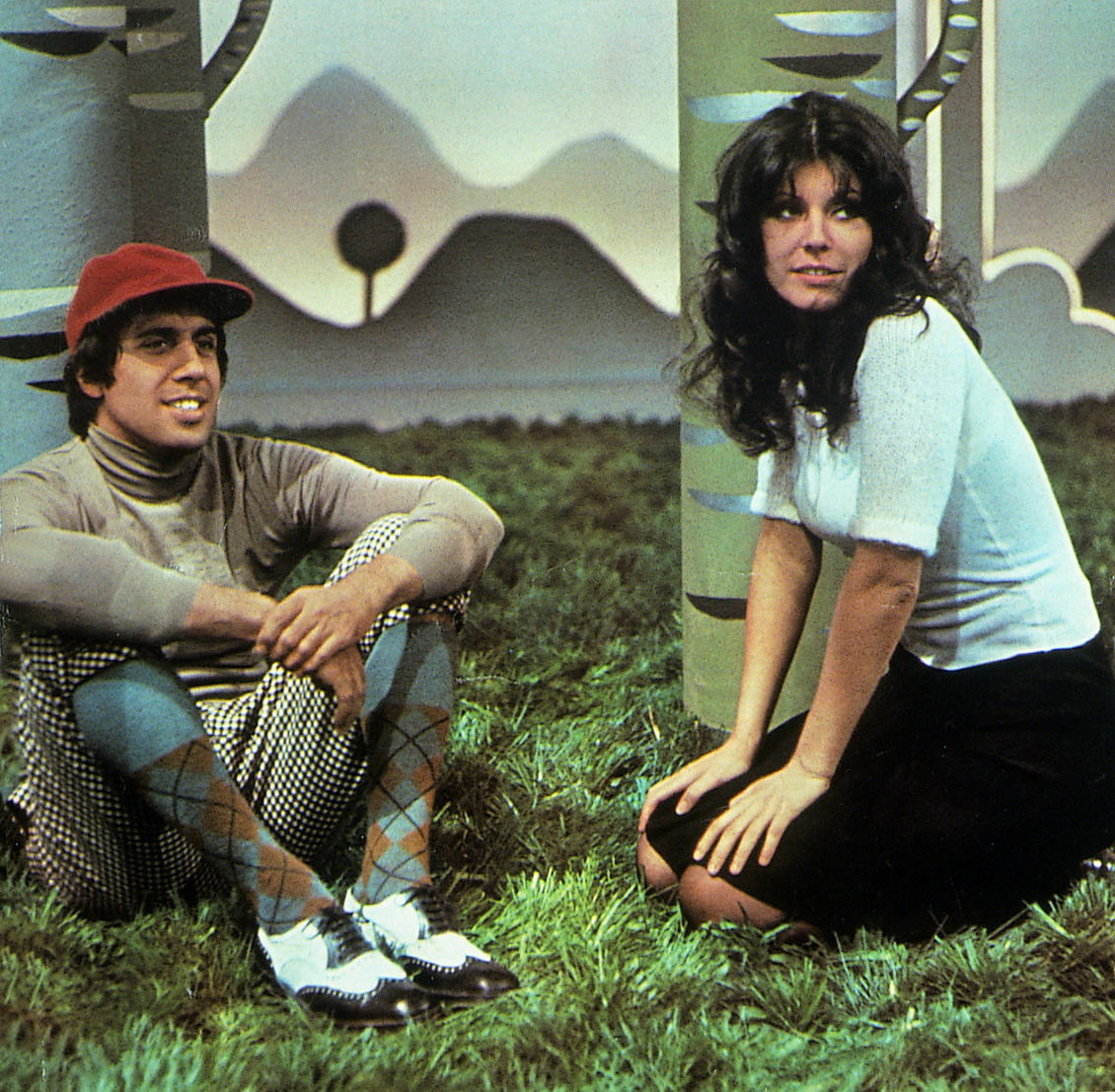
Celentano e Claudia Mori nel 1972

Sul set di Uno strano tipo nel 1963, Celentano incontra Claudia Mori, allora attrice poco conosciuta; nonostante sia ancora legato sentimentalmente alla Cantù, si sposa con la Mori in gran segreto il 14 luglio 1964 nella chiesa di San Francesco a Grosseto, interrompendo solo successivamente la relazione con la Cantù. Dal matrimonio nascono tre figli: Rosita (1965), Giacomo (1966) e Rosalinda (1968). Celentano è inoltre zio biologico, oltre che di Gino Santercole, anche della ballerina, coreografa e insegnante di danza Alessandra Celentano (presenza fissa dal 2003 al talent show Amici di Maria De Filippi), figlia di suo fratello Alessandro. All'inizio degli anni ottanta, il matrimonio tra Celentano e la Mori conosce un periodo di crisi: per qualche anno i due vivono separati ed è di questo periodo la voce di una presunta relazione con Ornella Muti, con la quale Celentano aveva girato Il bisbetico domato e Innamorato pazzo. Nel luglio 2014 la Muti ha confermato la relazione con Celentano sulle pagine de Il Fatto Quotidiano.

Ornella Muti e Adriano Celentano in una scena del film Innamorato pazzo, 1981

La Mori e Celentano continuano a vivere separati fino al 1985, quando è lo stesso artista a volere la moglie nel cast del suo film Joan Lui - Ma un giorno nel paese arrivo io di lunedì; durante la produzione dello stesso la crisi termina definitivamente; la Mori, a distanza di anni, rivelerà di non aver mai preso in considerazione il divorzio durante la crisi.
Dal 1991 Claudia Mori è amministratrice delegata della Clan Celentano. Tra i suoi successi discografici: Non succederà più, La coppia più bella del mondo (duetto con il marito), che arriva prima in classifica per sei settimane, Buonasera dottore, Il principe, Chiudi la porta. La Mori parteciperà a numerosi film del marito, e dal 1994 si dedicherà completamente all'amministrazione della Clan Celentano, succedendo al fratello di Adriano, Alessandro Celentano.
Nel 2004 diventa nonno per la prima volta, con la nascita di Samuele Celentano, figlio di Giacomo e sua moglie Katia.

## Procedimenti giudiziari

### Monologo contro la caccia
In una puntata di Fantastico 1987, durante la campagna referendaria per i referendum abrogativi del 1987, uno dei quali riguardante la disciplina delle attività venatorie, dà vita ad un lungo monologo contro la caccia nel corso del quale si definisce "figlio della foca". Dopo aver mostrato un filmato di Greenpeace che documentava la cruenta uccisione di cuccioli di foche da parte dei cacciatori per il mercato delle pellicce, invitò gli elettori a scrivere sulle schede elettorali la frase "La caccia è contro l'amore", ignorando che questo atto avrebbe causato l'annullamento delle schede stesse. La frase incriminata, vergata di pugno dallo stesso Adriano su una lavagna portata al centro del palco, fu causa di polemiche anche a causa di un grossolano errore di ortografia: Celentano, infatti, scrisse "La caccia e contro l'amore" (con la e senza accento) e continuò poi il monologo senza mai accorgersi dell'errore.
Per questo fatto, Adriano Celentano sarà processato dalla Corte di Assise a Roma nel febbraio 1988 e nuovamente a giugno dello stesso anno, ma viene assolto a gennaio 1989.
Questa vicenda giudiziaria non sembra tuttavia aver penalizzato moralmente Adriano, il quale ha considerato ironicamente che essa sia stata solamente un gioco democratico da parte dei giudici.

### Contenzioso contro Aldo Grasso
Durante un suo monologo al Festival di Sanremo del 2012, Celentano definì il giornalista e critico televisivo Aldo Grasso "un deficiente che scrive idiozie sul Corriere della Sera". Per questo motivo, il "Molleggiato" venne condannato dal Tribunale di Milano nel settembre 2015 a pagare 30.000 euro di danni, più le spese legali, per risarcire Grasso.

## Successo
Dall'inizio della sua carriera al 2022, Celentano ha venduto circa 150 milioni di copie dei suoi album, risultando il cantante italiano con più dischi venduti dopo Mina. Secondo le certificazioni FIMI l'album più venduto del cantante risulta essere Mina Celentano, in coppia con Mina, con circa 2 200 000 copie vendute, seguito da Io non so parlar d'amore con 2 000 000 di copie, e da Esco di rado e parlo ancora meno con 1 800 000 copie; questi album occupano rispettivamente il 2º, 3º e 5º posto della classifica degli album più venduti di sempre in Italia, facendo risultare Celentano l'artista più proficuo in classifica, e al 14º posto nella lista dei cantanti più proficui della storia. Inoltre il singolo Azzurro si trova al 3º posto nella hit parade dei brani più venduti di sempre; inoltre nel 2007 un sondaggio su scala mondiale ha eletto Azzurro, scritta da Paolo Conte e incisa per primo da Celentano, la canzone italiana più cantata al mondo, con circa il 12% delle preferenze, superando Nel blu dipinto di blu. Nel 1970 vinse il Festival di Sanremo con la canzone Chi non lavora non fa l'amore, cantata in coppia con la moglie Claudia Mori.
Fino al 1979 tutti i concerti che Celentano tenne nei vari stadi italiani ed europei registrarono sempre alte affluenze, con un record di presenze di circa 80 000 spettatori nel 1973; verso fine anni settanta decise di non esibirsi più dal vivo, tornando poi sui suoi passi nel 1994 realizzando un'altrettanto fortunata tournée in tutta Europa. A parte una breve apparizione nel 2008 per il centenario dell'Inter, il ritorno vero e proprio dal vivo avviene nel 2012 con due concerti all'Arena di Verona trasmessi su Canale 5, che fanno registrare una media di oltre 9 milioni di spettatori, divenendo uno dei programmi Mediaset più visti del decennio.
Come attore cinematografico nel 1980 fu protagonista di un film, Il bisbetico domato, che fu il primo a superare il tetto dei 25 miliardi di incasso, mentre nel 1999 vinse la prestigiosa Rosa d'oro a Montreux per il varietà Francamente me ne infischio; nel 2005 il programma da lui condotto, Rockpolitik, attirò molta attenzione da parte dei media italiani (11 pagine su Libero, 6 su La Repubblica), oltre a registrare alti picchi d'ascolto arrivando quasi al 50% di share.

## Influenza culturale

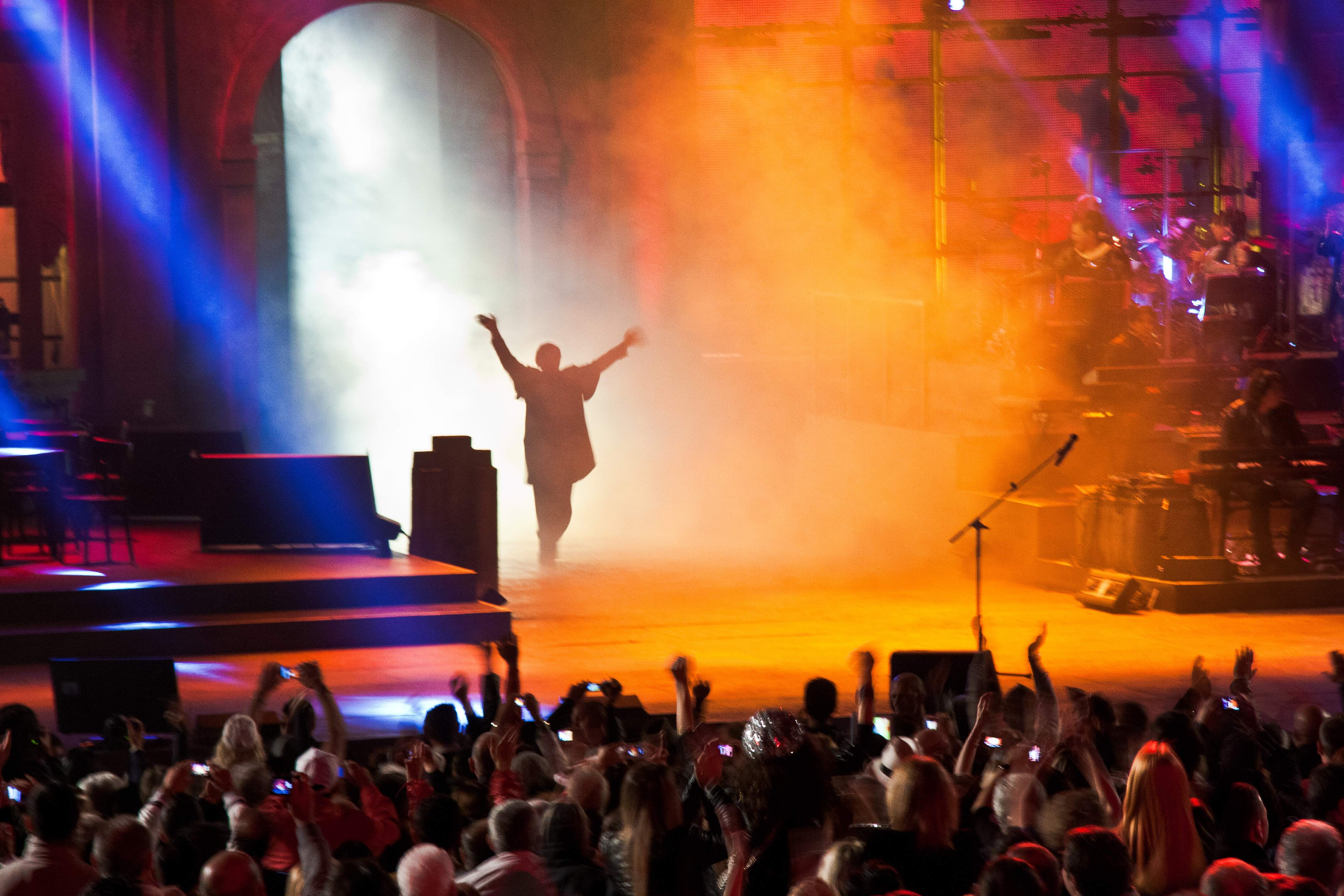
Adriano Celentano al termine di Rock Economy (2012)

Celentano è fra gli artisti italiani più imitati da altri cantanti come Gianni Morandi agli inizi della sua carriera e Toto Cutugno, che per tutta la sua carriera si è proposto sostanzialmente come un Celentano neomelodico, o da attori comici che ne hanno parodiato lo stile come ad esempio Teo Teocoli che ne ha ripreso le movenze, la gestualità e la dialettica riportandone la caricatura in diverse trasmissioni; tra i due nacque anche un'amicizia, tanto che Teocoli fu ospite ad alcune trasmissioni di Celentano come Francamente me ne infischio e Rockpolitik; anche altri comici come Max Tortora e David Pratelli, nell'ambito del programma sportivo di Rai 2 Quelli che il calcio hanno imitato a più riprese la sua figura e nel 2016 Checco Zalone ne ha ripreso lo stile musicale e il modo di cantare per la canzone La Prima Repubblica, colonna sonora del suo film Quo vado?, ricevendo l'apprezzamento dello stesso Adriano. Gli A Toys Orchestra, gruppo pop-rock italiano, lo citano nel titolo di una canzone contenuta nel loro album Midnight Talks. Una tribute band ha realizzato una serie di concerti in Italia e all'estero per un tour noto come Il re degli ignoranti, nei quali vengono rifatte sue canzoni imitandone lo stile.
La canzone Prisencolinensinainciusol, secondo varie fonti è uno dei primi rap della storia, tesi alimentata dal successo riscosso nel 2009 anche negli Stati Uniti d'America e in Canada decretandone una seconda giovinezza. Fu inoltre il primo a scrivere nel 1966 una canzone basata su un solo accordo, Mondo in mi 7a.

## Filmografia

Ornella Muti e Adriano Celentano in un fotogramma del film Innamorato pazzo (1981)

### Attore
- I ragazzi del juke-box, regia di Lucio Fulci (1959)
- Dai Johnny dai! (Go, Johnny, Go!), regia di Paul Landres e Piero Vivarelli (1959)
- Juke box - Urli d'amore, regia di Mauro Morassi (1959)
- Urlatori alla sbarra, regia di Lucio Fulci (1960)
- La dolce vita, regia di Federico Fellini (1960) – cameo
- Sanremo - La grande sfida, regia di Piero Vivarelli (1960)
- Balliamo insieme il twist (Hey, Let's Twist), regia di Greg Garrison (1961)
- Io bacio... tu baci, regia di Piero Vivarelli (1961)
- Il monaco di Monza, regia di Sergio Corbucci (1963)
- Uno strano tipo, regia di Lucio Fulci (1963)
- Super rapina a Milano, regia di Adriano Celentano (1964)
- I malamondo, regia di Paolo Cavara (1964)
- Per un pugno di canzoni, regia di José Luis Merino (1966)
- Serafino, regia di Pietro Germi (1968)
- La più bella coppia del mondo, regia di Camillo Mastrocinque (1968)
- Er più - Storia d'amore e di coltello, regia di Sergio Corbucci (1971)
- Bianco, rosso e..., regia di Alberto Lattuada (1972)
- Le cinque giornate, regia di Dario Argento (1973)
- L'emigrante, regia di Pasquale Festa Campanile (1973)
- Rugantino, regia di Pasquale Festa Campanile (1973)
- Yuppi du, regia di Adriano Celentano (1975)
- Di che segno sei?, regia di Sergio Corbucci, episodio Aria (1975)
- Bluff - Storia di truffe e di imbroglioni, regia di Sergio Corbucci (1976)
- Culastrisce nobile veneziano, regia di Flavio Mogherini (1976)
- L'altra metà del cielo, regia di Franco Rossi (1977)
- Ecco noi per esempio..., regia di Sergio Corbucci (1977)
- Zio Adolfo in arte Führer, regia di Castellano e Pipolo (1978)
- Geppo il folle, regia di Adriano Celentano (1978)
- Mani di velluto, regia di Castellano e Pipolo (1979)
- Sabato, domenica e venerdì, regia di Castellano e Pipolo, episodio Venerdì (1979)
- Il bisbetico domato, regia di Castellano e Pipolo (1980)
- La locandiera, regia di Paolo Cavara (1980)
- Qua la mano, regia di Pasquale Festa Campanile, episodio Il prete ballerino (1980)
- Asso, regia di Castellano e Pipolo (1981)
- Innamorato pazzo, regia di Castellano e Pipolo (1981)
- Grand Hotel Excelsior, regia di Castellano e Pipolo (1982)
- Bingo Bongo, regia di Pasquale Festa Campanile (1982)
- Segni particolari: bellissimo, regia di Castellano e Pipolo (1983)
- Sing Sing, regia di Sergio Corbucci (1983)
- Lui è peggio di me, regia di Enrico Oldoini (1985)
- Joan Lui - Ma un giorno nel paese arrivo io di lunedì, regia di Adriano Celentano (1985)
- Il burbero, regia di Castellano e Pipolo (1986)
- Jackpot, regia di Mario Orfini (1992)

### Regista
- Super rapina a Milano (1964)
- Yuppi du (1975)
- Geppo il folle (1978)
- Joan Lui - Ma un giorno nel paese arrivo io di lunedì (1985)
- Adrian – serie TV d'animazione (2019)

### Soggettista
- Geppo il folle, regia di Adriano Celentano (1978)
- Joan Lui - Ma un giorno nel paese arrivo io di lunedì, regia di Adriano Celentano (1985)
- Adrian, regia di Adriano Celentano (2019)

### Sceneggiatore
- Yuppi du, regia di Adriano Celentano (1975)
- Geppo il folle, regia di Adriano Celentano (1978)
- Joan Lui - Ma un giorno nel paese arrivo io di lunedì, regia di Adriano Celentano (1985)
- Jackpot, regia di Mario Orfini (1992)
- Adrian, regia di Adriano Celentano (2019)

### Colonne sonore
- Il tempo si è fermato, regia di Ermanno Olmi (1959)
- Dai Johnny dai! (Go, Johnny, Go!), regia di Paul Landres e Piero Vivarelli (1959)
- La ragazza che sapeva troppo, regia di Mario Bava (1963)
- Yuppi du, regia di Adriano Celentano (1975)
- Geppo il folle, regia di Adriano Celentano (1978)
- Joan Lui - Ma un giorno nel paese arrivo io di lunedì, regia di Adriano Celentano (1985)
- Adrian, regia di Adriano Celentano (2019)

### Montatore
- Yuppi du, regia di Adriano Celentano (1975)
- Geppo il folle, regia di Adriano Celentano (1978)
- Joan Lui - Ma un giorno nel paese arrivo io di lunedì, regia di Adriano Celentano (1985)
- Adrian, regia di Adriano Celentano (2019)

### Doppiatore
- Adrian, regia di Adriano Celentano (2019)

## Doppiatori italiani
- Gino Bramieri in Il monaco di Monza
- Gino La Monica in Asso (Varesino, Dio)

## Programmi TV
- Alla ribalta: Adriano Clan (Programma Nazionale, 1964-1965)
- Senza Fine (Programma Nazionale, 1965)
- 110 e lode (Programma Nazionale, 1967)
- Stasera Adriano Celentano (Programma Nazionale, 1969)
- C'è Celentano (Programma Nazionale, 1972)
- Arriva il "celebre..." (Rete 1, 1977)
- Paura di un trionfo (Rete 3, 1979)
- Fantastico (Rai 1, 1987-1988)
- Svalutation (Rai 3, 1992)
- Arrivano gli uomini (Rai 1, 1996)
- Francamente me ne infischio (Rai 1, 1999)
- 125 milioni di caz..te (Rai 1, 2001)
- Rockpolitik (Rai 1, 2005)
- La situazione di mia sorella non è buona (Rai 1, 2007)
- Rock Economy (Canale 5, 2012)
- Aspettando Adrian (Canale 5, 2019)
- Adrian Live - Questa è la storia... (Canale 5, 2019)

Adriano Celentano partecipò anche alla rubrica pubblicitaria televisiva Carosello su Rai 1: nel 1961 curando la musica degli sketch sulle caramelle Kubic della Elah; nel 1964 pubblicizzando la camomilla Bonomelli, nel 1969 con Gino Santercole e Miki Del Prete la birra Splügen Brau (in questa serie Celentano curò anche la musica), nel 1970 e 1971, da solo, ancora la Splügen Brau.

## Libri
- Adriano Celentano e Ludovica Ripa di Meana, Il Paradiso è un cavallo bianco che non suda mai, Milano, Sperling & Kupfer, 1982, ISBN 8820002213.
- Adriano Celentano, Il re degli ignoranti, Milano, A. Mondadori, 1991, ISBN 8804351152.
- Adriano Celentano e Mariuccia Ciotta, Rockpolitik, Milano, Bompiani, 2006, ISBN 8845257347.

## Riconoscimenti
- David di Donatello
  - 1976 – Migliore attore per Bluff - Storia di truffe e di imbroglioni
  - 1980 – Migliore attore per Mani di velluto
- Nastro d'argento
  - 1976 – Migliore colonna sonora per Yuppi du
- Bravo Otto
  - 1982 – Candidatura al miglior attore
- Festival di Cannes
  - 1975 – Candidatura alla Palma d'oro per Yuppi du
- Globo d'oro
  - 1969 – Miglior attore rivelazione per Serafino
- Grolla d'oro
  - 1969 – Miglior attore esordiente per Serafino
- Jupiter Award
  - 1983 – Candidatura al miglior attore per Il bisbetico domato